# 1980年代香港命案列表
1980年代香港命案列表記錄於1980年至1989年在香港發生過涉及人命的案件，包括謀殺及誤殺等他殺命案，每宗案件必須列明資料來源；而一般的因自殺、疾病、天災、意外等導至死亡的案件則不在此列。此列表可能並不完全，尚有大量案件由於年代久遠，資料不完整而未被記錄。

## 1980年
| 案發日期       | 案件                                                | 簡介 |
| -------------- | --------------------------------------------------- | --- |
| 1980年1月1日   | 油麻地「拿比亞」貨輪命案                            | 兩名南非籍船員爭執，一人被斬死。 |
| 1980年1月1日   | 銅鑼灣駱克道上海飯店開槍案                          | 死者歐陽用（31歲，退職警員）與數名友人到駱克道550號上海飯店宵夜，期間與休班警長吳志光（24歲）發生爭執，警長連開多槍，將死者及兩名友人擊傷，死者傷重不治。 - 兇案現場已重建為東角中心 |
| 1980年1月15日  | 紅磡黃埔新邨永貴樓5樓1及8號室（自制相連單位）劫殺案 | 少女馬秀花（17歲）回家驚揭祖母范玉蘭（80歲）遭劫殺，頸纏鐵線死亡伏屍廚房。 |
| 1980年1月26日  | 柴灣玄都岩村木屋命案                                | 塑膠工人楊沛松（30歲）手腳被反綁，身中九刀伏屍屋內。 |
| 1980年2月14日  | 旺角砵蘭街69-71號梯間劫殺案                         | 男子莫壯炳（35歲）被劫殺，一隻電子表被劫去。 |
| 1980年2月20日  | 黃大仙學生陳慧敏案                                  | 學生陳慧敏（16歲）失蹤後被發現在黃大仙大磡窩村（即今天的龍蟠苑）對面一條偏僻行人隧道內，全身赤裸，身上被人用水喉通物體刺插百多下，滿身傷痕，頭部破裂，屈身藏於一個帆布袋，死狀恐怖。案件懸而未破。此案發生後四個月，在牛池灣垃圾站發生一宗與本案犯案相似的港大女学生陈玉玲案，警方懷疑兩宗命案是同一名兇手所做的，至今仍未偵破。 - 改編作品：2000年代有網上電台主持在網上以此為題材改編成鬼故小說，後又改編為舞台劇。 |
| 1980年3月      | 屯門屯子圍腐屍案                                    | 4月5日下午3時，消防員在屯子圍撲救山火時發現一堆腐爛骸骨，頭骨有刀傷痕跡，經調查證實死者是少女陳玉芬（15歲），其男友鄺偉成（17歲）被控謀殺。 |
| 1980年3月2日   | 九龍灣工廠大廈第2座304室倫常命案                    | 死者趙善雄（68歲）與兒子趙廣智（33歲）發生爭執，死者揮刀向兒子追斬，糾纏間死者中刀身亡。 - 兇案現場已重建為海濱匯 |
| 1980年3月5日   | 元朗羅屋村的士司機被殺案                            | 的士司機何傑超（40歲）被殺後藏屍車尾箱，沉在流浮山羅屋村魚塘內，被鄉民發現報警。 |
| 1980年3月9日   | 深水埗汝州街姐妹花雙屍案                            | 兇手羅永康（23歲）在汝州街243號2樓勒死黃少春（23歲），殺死妹妹黃少玲（17歲）。羅永康於1980年12月15日被裁定罪名成立，判處死刑，其後於1982年獲赦免死刑，改為監禁25年。 |
| 1980年3月11日  | 大角咀福澤街14號仁利唐樓命案                        | 租客何晏雄（24歲）時常招友返家留宿，引起房東余鏡泉（40歲）不滿，雙方發生衝突，混亂間何被人以利器刺斃。 - 兇案現場已重建為奧城·西岸 |
| 1980年3月22日  | 荃灣沙咀道命案                                      | 案發前數天，死者徐樹平（59歲，工廠看更）與兇手翁平（52歲，廚師）發生爭執，其後死者遭伏擊殺害。 |
| 1980年4月5日   | 土瓜灣道17號水箱藏屍案                              | 有黑社會和勝和雙花紅棍背景的死者鄧英傑（33歲）擬性侵吳旭泰其妻梁玉芳，吳警告鄧不要再騷擾，兩人初則口角，繼而動武。鄧持刀斬人，反被吳殺死。鄧英傑被碎屍後棄置到土瓜灣道17號大廈天台的沖廁鹹水箱內。1985年1月，屍體被修理沖廁鹹水箱工人發現，吳旭泰與梁玉芳被捕，吳旭泰承認所有控罪。1985年7月4日，陪審團一致裁定吳旭泰殺罪名不成立，無罪釋放。 - 改編作品：電影《水箱藏屍》。 - 案發大廈天台在網上常被寫為土瓜灣益豐大廈天台，但實際上案發大廈天台實為土瓜灣道17號大廈天台。                                                                    |
| 1980年4月7日   | 旺角彌敦道748A號麗聲大廈縱火案                      | 麗聲大廈13樓「皇都夜總會」遭縱火，火勢波及14樓「多利來夜總會」，釀成兩死四傷。 - 案發現場已重建為始創中心 |
| 1980年4月14日  | 油麻地彌敦道平安大樓15樓19室劫殺案                  | 女房東陸寶葵（63歲）遭劫殺，伏屍碌架床上。 |
| 1980年4月17日  | 油麻地渡船街240號命案                               | 死者黎景裕（39歲，公園管理員）途經渡船街240號門外時被人以硬物襲擊，死者頭部重創，延至4月21日不治。 |
| 1980年4月24日  | 尖沙咀廣東道海洋中心劫殺案                          | 夜班護衛員梁桂標（43歲）與匪徒糾纏間被人從16樓推下，伏屍5樓露台。 |
| 1980年4月26日  | 深水埗大南街215號梯間劫殺案                         | 鐘錶經紀趙善良（63歲）遭劫匪刺傷，延至5月13日傷重不治。 |
| 1980年5月3日   | 油麻地渡船角命案                                    | 兩名貨運公司管工被多人持刀襲擊，一死一傷。 |
| 1980年5月9日   | 香港仔華富邨華翠樓命案                              | 一名15歲男子遭六人斬死。 |
| 1980年5月15日  | 鰂魚涌海山樓高空擲物命案                            | 寡婦歐陽秀嫦（49歲）遭被拋下的酒瓶擊斃，慘劇引致「太字樓」坊眾極度激憤。 |
| 1980年5月19日  | 中環華安里情殺案                                    | 鍾永康（或作鍾永漢，30歲）玩弄李秋雁（或作李迴雁，26歲）感情，李秋雁約死者到中環見面，爭吵時用一把小刀刺鍾，鍾男中刀後由華安里走出東成里，然後跑到威靈頓街不支倒地，重傷不治。1980年11月11日，李秋雁被裁定謀殺罪成，判處死刑。翌年6月16日，李秋雁上訴，改以誤殺罪判囚8年。 |
| 1980年5月21日  | 大埔大尾篤海灘浮屍案                                | 一名男子被殺，浮屍大尾篤海灘。 |
| 1980年5月21日  | 黃大仙摩士公園籃球場仇殺案                          | 黑幫仇殺，一死兩傷。 |
| 1980年5月22日  | 藍田邨第17座命案                                    | 老婦吳志芳（70歲）與幼子劉強（40歲，無業）發生爭執後遭扼斃。 |
| 1980年5月31日  | 土瓜灣落山道78號鳳樓劫殺案                          | 案發於落山道78號美景樓2期2樓A座，當日鳳樓單位門鈴響起，妓女林佩然丈夫張民錦到廚房迴避。開門後謝偉明、陳榮兆和王建成衝入單位，亮出刀命令林跪下。張在廚房門口出現，陳及王逼他返回廚房。林聽到有人說「殺了他」，然後聽到張尖叫，張其後不治。謝陳王三人逃走時斬傷林佩然的頭部，導致大量流血。林佩然同日到醫院求醫，受傷的陳和王亦到同一所醫院，林候診時認出陳，陳及王被捕。3個月後，謝亦被捕。謝偉明、陳榮兆、王建成被裁定謀殺及蓄意傷人罪成，判處死刑。三人上訴至上訴法院及英國樞密院均被駁回。至1993年香港正式廢除死刑，三人最後以終身監禁代替。 |
| 1980年6月3日   | 古洞大馬路榮利木園雙屍案                            | 一對表兄弟被人斬死。 |
| 1980年6月3日   | 土瓜灣英才徑劫殺案                                  | 的士司機甄榮富（34歲）胸頸中刀伏屍英才徑，其的士被發現棄於佛光街一處路邊。 |
| 1980年6月7日   | 洪水橋石埔村荔枝園姦殺案                            | 案發於洪水橋石埔村（或作石步村）荔枝園，婦人余伙妹（51歲）被人姦殺，被兇手棄屍荔枝園一個空置農場。 |
| 1980年6月9日   | 灣仔堅尼地道鳳凰閣第3座12樓B室命案                  | 死者梁榮耀（13歲）與同學玩耍期間，被對方錯手用衣架勒斃。 |
| 1980年6月19日  | 九龍塘馬可尼道翠麗苑B座3樓4號室命案                 | 少婦租客文淑貞（23歲）頭頸受傷，全身赤裸伏屍浴缸。 |
| 1980年6月20日  | 流浮山坑口村黑幫仇殺案                              | 五名男子遭人伏擊，一死四傷。 |
| 1980年6月26日  | 旺角西洋菜街月宮大廈8樓桌球室命案                   | 兩批黑幫人士在月宮大廈「好世界桌球室」打鬥，釀成一死四傷。 - 兇案現場已重建為旺角城市中心 |
| 1980年6月26日  | 元朗賽馬會診所殺嬰案                                | 婦人譚麗娟（29歲）將初生女兒從診所2樓拋下死亡。 |
| 1980年6月27日  | 油麻地廟街協祥大廈開槍案                            | 一隊探員前往廟街249-251號協祥大廈掃蕩非法賭檔，被兩名持木棍男子襲擊，探員開槍擊斃一人。 |
| 1980年6月27日  | 港大女學生陳玉玲案                                  | 港大女學生陳玉玲（21歲）失蹤三日後，被人發現棄屍在牛池灣西村119D號門外的竹籮內，全身赤裸，被鐵線綑綁裝在尼龍袋內。案件懸而未破。 |
| 1980年6月28日  | 樂富邨殺子案                                        | 案發於九龍樂富邨第17座3樓239及258室（兩室相通），媳婦王歡儀（28歲）與家姑盧惠芳（64歲）爭吵，爭吵時錯手刺死兒子曾浩康（8個月大）。 |
| 1980年6月30日  | 古洞洲頭村垃圾站貨車命案                            | 貨車司機曾輝明（37歲）伏屍車內，喉部插有鐵鈎。 |
| 1980年7月4日   | 屯門大興邨三屍四命案                                | 精神病孕婦陳鳳儀疑惑丈夫有外遇，於大興邨興泰樓1246室寓所內斬死兒子劉錫保（8歲）及女兒劉錫昕（6歲），並操刀自剮，造成三屍四命。命案凶宅傳出多次鬧鬼，後居民集資聘高僧舉行法事。 |
| 1980年7月10日  | 觀塘協和街147號協和大廈閣樓劫殺案                   | 兩名持槍劫匪闖入一間貸款公司閣樓行劫，女店東劉劍映（45歲）中槍身亡。 |
| 1980年7月11日  | 葵涌悅麗苑地盤命案                                  | 四名建築工人因使用升降機問題爆發衝突，釀成一死一傷。 |
| 1980年7月20日  | 土瓜灣北帝街42N號五樓命案                           | 房東兒子唐景活（19歲）與租客李容桂（39歲）因電視聲浪問題爭執，唐遭人用刀狂刺腹部死亡。 - 兇案現場已重建為欣榮花園 |
| 1980年7月21日  | 黃大仙下邨第2座公廁劫殺案                           | 老翁葉城炳（70歲）抗賊遭刺斃。翌年3月30日，劫匪嚴而剛（27歲）誤殺及行劫罪成，入獄8年。 |
| 1980年7月24日  | 灣仔駱克道441號駱克大廈會所命案                     | 酒醉起爭執，地盤工人鄔厚傑（30歲）於駱克大廈地窖「18俱樂部」被兇手梁仲泉（24歲）刀插心肺死亡 。翌年3月14日，梁仲泉誤殺罪成，入獄兩年半。 |
| 1980年7月26日  | 大埔林村三渡坑村劫殺案                              | 義會會頭黃德良（21歲）因虧空會銀，要向鄧桂英（35歲）借錢。鄧拒絕借錢及將事件告訴其他會仔，使黃德良被追討會銀。後來黃德良入鄧桂英家中行劫被撞破，斬死鄧桂英，斬傷其夫張發喜（35歲）、長女張海晴恩（5歲）及幼女張海恩（2歲，被斬致重傷）。1981年7月，黃德良被裁定謀殺及嚴重傷人罪名成立，受判死刑。1983年改判終身監禁。 |
| 1980年8月2日   | 旺角道58號國際大廈裸屍案                            | 旺角道58號國際大廈怡園別墅發現屍體，女死者被窗簾繩勒死，裸屍床上。案件懸而未破。 |
| 1980年8月5日   | TVB藝員高崗被殺事件                                 | 藝人高崗與警員鄭沛錕爭執，過程中中槍身亡。鄭沛錕被判無罪，當庭釋放。 |
| 1980年8月9日   | 香港仔華富邨命案                                    | 黎健業（22歲）於華富邨誤殺陳偉德（17歲）。黎於4年後換領身份證時被捕，被判入獄3年。 |
| 1980年8月9日   | 葵涌葵盛東邨第20座10樓仇殺案                        | 四名男子遭人伏擊，一死三傷。 |
| 1980年8月10日  | 茶果嶺村49號黑幫仇殺案                              | 三名男子被人襲擊，一死兩傷。 |
| 1980年8月17日  | 土瓜灣麟祥街8號天台命案                             | 死者林再（57歲）勸籲姓葉侄兒（14歲）勿在天台燒烤，雙方發生衝突，糾纏間死者被人推倒墮樓身亡。 |
| 1980年8月29日  | 沙頭角萬屋邊男屍案                                  | 男子梁雲雄（40歲）被殺，伏屍萬屋邊村附近瀑布水潭。 |
| 1980年9月5日   | 荃灣河背街61號六樓前座命案                          | 包租人陳克強（28歲）與住客因電視聲浪問題爭執，混亂間有人以利鑿及斧頭向陳施襲，陳不敵受傷不治。 |
| 1980年9月5日   | 石梨貝水塘劫殺案                                    | 休班警員鄭展勤（25歲）與女友到石梨貝水塘談心被五名匪徒行劫，匪徒迫令女事主脫去衣服企圖強姦，鄭與匪徒糾纏期間被刺傷頸部，延至9月10日傷重不治。 |
| 1980年9月8日   | 沙頭角鹽寮下村打鬥命案                              | 兩名少年因爭單車而打鬥，一人遭木棍擊斃。 |
| 1980年9月8日   | 粉嶺鶴藪村打鬥命案                                  | 村民打鬥，一死兩傷。 |
| 1980年9月12日  | 尖沙咀漆咸道37D號二樓指壓中心開槍案                 | 四名匪徒行劫指壓中心，並挾持多名人質，一名休班探員試圖制止遭襲擊，逐開槍將兩匪擊斃。 - 案發現場已重建為鐵路大廈 |
| 1980年9月13日  | 紅磡春田街25號福運大廈6樓開槍案                     | 四名匪徒行劫非法賭檔，其中一匪揮刀襲擊在場辦案的探員，探員開兩槍將之擊斃。 |
| 1980年9月13日  | 黃大仙上邨兇殺案                                    | 案發於黃大仙上邨12及14座間的黃大仙道，男子林貴明（46歲）遭包括廖少泉（35歲）在內的三名兇徒追斬，事主最後因肝臟被斬至破裂，大量出血致死。 |
| 1980年9月18日  | 上環荷李活道太平大樓雙屍案                          | 案發於荷李活道208至214號太平大樓19樓A座，男子何少祥為報復及謀財殺害舅母何少端（32歲）及女傭梁儉（67歲）。1981年7月24日何少祥謀殺罪成立，依例判繯首死刑。1982年10月5日改為終身監禁。 |
| 1980年9月20日  | 西環德輔道西均益大廈三角戀命案                      | 案發於德輔道西343號均益大廈第2期D座3樓D1號室，男子謝健輝（21歲，印刷工人）斬死情敵曾繁宗（20歲）及斬傷女友黃靜敏（18歲）後，手持利刀危坐在25樓天台與警方對峙。 |
| 1980年9月27日  | 牛池灣彩雲邨伴月樓殺子案                            | 患有精神病母親楊轉好（32歲）在伴月樓24樓以開膛方式劈殺兩名親生兒子，其中長子李家聯（7歲）被當場斬死，另次子李家勤（6歲）亦受重傷；至於幼子李家華（5歲）則逃過一劫。及後，當丈夫回家時揭發此事件。兇手於同年11月被法官判入青山醫院治療。 |
| 1980年10月2日  | 山頂種植道巫山雲屋命案                              | 著名美籍古董商人麥里安（Ian McLean，5×歲）和兩名男同性戀者黃志強（19歲）和馬×（17歲）在其山頂種植道23號巫山雲屋私邸臥室中玩三人性行為時發生爭執，麥里安被兩男用枕頭壓著頭部致窒息死亡。 |
| 1980年10月5日  | 何文田窩打老道萬基大廈停車場開槍案                  | 一名休班探員送女友返家時遇劫，探員開三槍將兩匪擊斃。 |
| 1980年10月15日 | 觀塘碼頭女屍案                                      | 一名女子滿身傷痕伏屍碼頭石壆上。 |
| 1980年10月15日 | 油麻地廣東道804號縱火案                             | 失常男子蘇錦華（21歲）先後在九龍多處縱火燒車，並在廣東道一地盤縱火焚燒雜物，火勢波及隔鄰804號唐樓，老婦梁梅枝（76歲）走避不及被燒死。翌年8月7日，蘇錦華誤殺及縱火罪成，被判入精神病院。 - 案發地點現址為窩打老道／廣東道休憩花園 |
| 1980年11月11日 | 茶果嶺廁所殺嬰案                                    | 一對夫婦將兩個月大雙性嬰兒拋入廁所水渠，嬰兒其後沖到大海，屍體被漁民撈獲。 |
| 1980年11月23日 | 北啟德紅十字會難民臨時收容中心命案                  | 兩名越南難民爭執，一人被木棍擊中頭部，兩日後不治。 |
| 1980年11月23日 | 屯門安定邨定康樓地盤命案                            | 地盤工人袁慶生（63歲）被人襲擊後，再被推落電梯槽死亡。 |
| 1980年11月26日 | 長沙灣興華街停車場車底藏屍案                        | 女子文愛清（23歲）遭人殺害棄屍貨車車底。 - 興華街停車場現址為深水埗運動場。 |
| 1980年11月29日 | 牛池灣村命案                                        | 三名男子在牛池灣村小巷被十多名持械兇徒襲擊，一死兩傷。 |
| 1980年12月4日  | 深水埗難民營命案                                    | 四名越南難民遭人揮刀亂斬，一死三傷。 - 案發地點現址為麗安邨 |
| 1980年12月22日 | 灣仔石水渠街15號五樓劫殺案                          | 退休海員劉錦雄（64歲）被劫殺。 |
| 1980年12月24日 | 葵涌石英徑開槍案                                    | 五名持刀槍劫匪行劫石英徑10號一間車行，警員開槍將一匪擊斃。 |
| 1980年12月26日 | 東啟德難民營命案                                    | 一名越南籍男子在難民營外遭人刺斃。 |

## 1981年
| 案發日期       | 案件                                                  | 簡介 |
| -------------- | ----------------------------------------------------- | --- |
| 1981年1月12日  | 秀茂坪邨姦殺案                                        | 兇手嚴波（34歲）姦殺女童鄭彩喬（5歲）後，棄屍秀茂坪邨33座附近山坡。 |
| 1981年1月12日  | 土瓜灣興仁街14-16號七樓縱火案                         | 火警釀成一死一傷。 |
| 1981年1月22日  | 上環禧利街21號金城樓2樓刧殺案                         | 打金工場留宿師傳何兆基（32歲）被劫殺。 |
| 1981年1月23日  | 黃竹坑邨第4座粉麵店命案                               | 男子吳珠（26歲）遭人亂刀斬死。 |
| 1981年1月28日  | 慈雲山東陽村木屋少女被殺案                            | 兇手楊柏粦（28歲）勒死侄女楊慧嫦（18歲），侄兒楊偉忠（23歲）亦被擊傷。 |
| 1981年2月2日   | 北啟德紅十字會難民臨時收容中心命案                    | 兩批男子在難民營入口處打鬥，一人死亡。 |
| 1981年2月2日   | 城門水塘木屋劫殺案                                    | 老翁呂瑞（63歲）被三人劫殺，三人被裁定誤殺罪成。 |
| 1981年2月9日   | 油麻地彌敦道寶寧大廈門口命案                          | 少年趙建洪（17歲）被人斬死。 |
| 1981年2月14日  | 元朗康樂路13-25號鈞德樓命案                           | 男子黃榮順（28歲）被人用牛肉刀襲擊，身中五刀不治。 |
| 1981年2月18日  | 銅鑼灣清風街12號六樓殺嬰案                            | 女子崔潔明（27歲）將女兒麥可欣（2週大）從6樓拋下，女兒跌在清風街天橋，被駛過車輛輾至血肉模糊。 |
| 1981年2月19日  | 石硤尾白田邨第17座7樓命案                             | 男子陳潤德（21歲）因欠債被斬死。 |
| 1981年3月2日   | 何文田常樂街劫殺案                                    | 的士司機陳戴有（32歲）被劫殺，藏屍的士車尾廂。 |
| 1981年3月7日   | 葵涌青山公路鴻運樓酒樓劫案                            | 四名匪徒潛入葵涌青山公路472-480號「英華大酒樓」行劫，離去時將一名等候酒樓開門的茶客擊傷，該茶客其後不治。 |
| 1981年3月15日  | 青衣大橋命案                                          | 警員陳偉倫（26歲）向少女陳翠雯（15歲）注射海洛英，少女其後昏迷不醒，陳偉倫將少女拋下青衣大橋，引致其溺斃。10月19日，陳偉倫誤殺罪成，入獄10年。 |
| 1981年3月21日  | 尖沙咀山林道17號槍殺案                                | 探長李釗榮（40歲）和友人范思忠（40歲）在「和平館越南餐廳」被兩歹徒開3槍殺死。 - 案發地點現址為山林舍 |
| 1981年3月21日  | 觀塘順利臨屋區32座4號室命案                           | 兩名老翁持刀互斬，一死一傷。 |
| 1981年3月22日  | 深水埗巴域街21號閣樓命案                              | 死者吳明卓（43歲）與呂金水（50歲）觀看竹戰期間口角，被呂用硬物擊中頭部，翌日不治。 - 案發現場已重建為Belgravia Place |
| 1981年4月2日   | 火炭桂地村男屍案                                      | 火炭桂地村附近河床發現一具男屍。 |
| 1981年4月21日  | 美孚新邨百老匯街67號12樓A座命案                       | 老婦陸秀英（90歲）頭有傷痕伏屍單位睡房。 |
| 1981年4月27日  | 秀茂坪邨第24座332室倫常命案                           | 男戶主霍少初（74歲）以水喉鐵擊斃妻子麥鳳（54歲）後跳樓自殺。 |
| 1981年4月30日  | 魔鬼山槍殺案                                          | 死者梁燦（30歲）與人進行槍械買賣時被槍殺。 |
| 1981年5月11日  | 屯門新慶村松山尾1206A號石屋仇殺自殺案                 | 17歲企圖強姦保釋疑犯(李志明)持刀斬死受害人父母(68歲: 彭富及60歲: 詹好)及兄長(25歲 彭志安)後到屯門工業中心跳樓亡。 |
| 1981年5月13日  | 深水埗荔枝角道85-91號德豐大廈6樓劫殺案                | 25歲匪徒(王丘之)顆伴持刀入京劇名武生(于占元)其物業內， 開辦的中國戲劇研究學院內行劫，反被其女兒(于芝芳)丈夫(張監泉)用鐵支打死，而張亦被斬至重傷，另一匪徒則逃脫。 |
| 1981年5月15日  | 元朗錦綉花園地盤劫殺案                                | 三名匪徒闖入錦繡花園地盤行劫，以硬物擊傷一對泰國籍夫婦，女事主翌日不治。 |
| 1981年5月16日  | 元朗安樂路明渠女屍案                                  | 女學生蕭月梅（17歲）被殺，伏屍元朗邨第5座對開明渠。 |
| 1981年5月20日  | 香港仔華景徑4號華富閣15樓F及G室（自制相連單位）劫殺案 | 男戶主鄭亞童（55歲）及妻子許銀珍（46歲）被劫殺，看更到場亦被斬傷。犯人在現場遺下身分證，警方同日於柴灣小西灣村拘捕犯人。 |
| 1981年5月20日  | 油塘邨第22座506室劫殺案                               | 殘障老翁周文正（70歲）被劫殺。 |
| 1981年5月20日  | 元朗青山公路224號富興大廈11樓C座劫殺案                | 三名匪徒入屋行劫，將屋內四人綑綁，男戶主林楚雄（又名林洪豐，60歲）遭匪徒用棉被焗死。 |
| 1981年5月20日  | 油麻地渡船街319號順興大廈16樓F座命案                  | 生意利益引發衝突，鐘錶經紀吳壽榮（39歲）遭生意伙伴容久文（29歲）以鐵鎚擊斃。 |
| 1981年5月22日  | 大角咀大同新邨J座大方樓8樓1號室命案                   | 道友蘇兆棠（48歲）向胞兄蘇坡借錢不遂持刀揮舞，被兩名侄兒蘇裕南（18歲）及蘇裕泉（14歲）制止，糾纏中被侄兒用利剪插死。 |
| 1981年5月27日  | 旺角長沙街10B號膠片公司命案                           | 兇手劉盛龍（19歲）揮斧頭襲擊同事，一死兩傷。 |
| 1981年5月27日  | 粉嶺安樂村89號橫巷命案                                | 數名兇徒偷竊汽車燃油，兩名塑膠廠職員上前制止被襲擊，一死一傷。 |
| 1981年5月30日  | 九龍灣嬰屍案                                          | 一具初生女嬰屍體在九龍灣對開海面漂浮。 |
| 1981年6月14日  | 灣仔盧押道劫殺案                                      | 西醫李錫剛（又名李天佑，53歲）腹部中刀不治。 |
| 1981年6月14日  | 葵涌大白田街大坑尾村木屋命案                          | 男子朱春光（22歲）被人亂刀斬死。 |
| 1981年6月17日  | 打鼓嶺坪洋新村肢解女童案                              | 6歲女童被13歲舅父殺死，肢解後埋屍於坪洋新村60號後園。 - 坪洋新村凶案後傳出鬧鬼，有居民聲稱深夜見到女童在竹林出現，甚至有居民聲稱聽到女童深夜哭叫，後居民在村中舉行法事以後再不見女童的蹤影及哭聲。 |
| 1981年7月2日   | 大埔樟樹灘布袋雙屍案                                  | 鐘錶商盧榮昌（31歲，香港鐘錶業總會顧問）於7月2日在尖沙咀彌敦道鬧市被人綁架，他的僱員李景偉（25歲）受託攜款贖參，結果兩人同被殺害，屍體被放進布袋，棄屍在大埔樟樹灘。初步懷疑匪徒與兩死者認識，故收錢後殺人滅口。 |
| 1981年7月14日  | 樂富邨第18座打鬥命案                                  | 兩名男子因爭論一枚金幣之真偽引發打鬥，一人被毆斃。 |
| 1981年7月19日  | 大角咀道149-157號中美樓2樓31號室虐殺女嬰案            | 女嬰楊嘉寶（18月大）被托管男女梁開（60歲）及彭冰儀（24歲）虐待致死。 |
| 1981年7月26日  | 長沙灣長發街10號長發大廈梯間命案                      | 男子任權達（29歲）身中多刀倒斃長發大廈2、3樓梯間。 |
| 1981年7月27日  | 黃大仙東頭邨買兇殺人案                                | 死者吳志（30歲）的兒子被指高空擲物，險將被告張炳基（25歲）擊中，遭被告買兇斬死。 |
| 1981年7月29日  | 柴灣邨14座1548室弒父案                                | 男子陳賢明（50歲）遭兒子陳鑫（17歲）亂刀斬死，一名鄰居試圖制止亦被斬傷。 |
| 1981年8月7日   | 尖沙咀美麗都大廈地庫斬人案                            | 的士公司管工林應麟（58歲）被斬死。 |
| 1981年8月8日   | 尖沙咀漆咸道友聯大廈15樓E座劫殺案                     | 一名28歲印度籍珠寶商人遭劫殺。 |
| 1981年8月9日   | 尖沙咀美麗都大廈表行械劫案                            | 一夥歹徒械劫彌敦道64B號「恒昌表行」，爆發警匪駁火49槍，造成一名巴籍輔警Mohammed Aslam（35歲）身中3槍殉職。1986年一名歹徒為減刑而與警方合作提供情報，令案中5名涉槍殺輔警的劫匪落網。犯人之一林富祥於1987年11月與同黨因謀殺罪成判終身監禁。1989年12月重審，3名被告梁志源（36歲），吳建東（32歲）、梁國東（32歲）被判繯首死刑及行劫開槍罪終身監禁。 |
| 1981年8月12日  | 荃灣荃威花園命案                                      | 兩名漁販馮偉雄（22歲）與羅利生（42歲）因爭生意起衝突，羅利生被毆傷不治。 |
| 1981年8月15日  | 芝麻灣監獄命案                                        | 囚犯打鬥，一人死亡。 |
| 1981年8月18日  | 沙田白田村第4區64號三屍命案                           | 兩婆孫及一名鄰居倒斃屋內。 |
| 1981年8月18日  | 旺角彌敦道585號命案                                   | 兩名店舖東主因招牌位置問題爭執，一人被毆斃 。 |
| 1981年8月23日  | 深水埗元洲街31號命案                                  | 三名男子離開麻雀館時被三名刀手襲擊，一人被斬死。 |
| 1981年8月24日  | 流浮山小艇劫殺案                                      | 小販吳容貴（52歲）被劫殺，伏屍艇上。 |
| 1981年8月29日  | 石硤尾大坑東邨第9座7樓劫殺案                          | 婦人張春梅（58歲）被勒死，伏屍第9座7樓女廁內。 |
| 1981年8月31日  | 大角咀振榮街22號二樓虐殺案                            | 婦人唐麗卿（22歲）將女兒關玉鳳（4歲）虐打致死。 - 兇案現場已重建為海桃灣 |
| 1981年9月7日   | 何文田愛民商場民豐珠寶行械劫案                        | 愛民商場民豐珠寶行發生械劫案，六十多名警員與6名匪徒駁火，6名匪徒全落網，1名歹徒中槍死亡，釀成1死9傷。 |
| 1981年9月14日  | 八鄉橫台山永寧里132號二樓情殺案                       | 女租客陳笑珍（25歲）遭人勒斃，翌日，其情夫羅國昌（25歲）在沙田禾輋邨順和樓墮樓身亡。 |
| 1981年9月21日  | 葵涌和宜合道女屍案                                    | 一名約20歲女子被人勒死，伏屍和宜合道可風中學附近小徑。 |
| 1981年9月22日  | 銅鑼灣渣甸街49號命案                                  | 死者林榮志（35歲）與李兆輝（29歲）賭十三張期間爭執，兩人持刀互斬，林中刀傷重不治。 |
| 1981年9月25日  | 尖沙咀棉登徑2號馬來大餐廳命案                         | 男子植耀華（38歲）被人揮刀斬死。 - 兇案現場已重建為凱譽 |
| 1981年10月6日  | 葵涌大窩口邨富華樓1515室命案                          | 死者鍾國漢（52歲）與侄兒因噪音問題發生爭執，兩人互以摺椅及利刀對打，鍾中刀不治。 |
| 1981年10月6日  | 土瓜灣偉恒昌新邨偉景閣劫殺案                          | 兩匪徒潛入偉恒昌新邨偉景閣15樓一單位爆竊，將男戶主林啓源（71歲）及其妻綑綁，期間林被匪徒擊傷頭部，最終不治。 |
| 1981年10月7日  | 銅鑼灣景隆街打鬥命案                                  | 兩批男子爭執打鬥，一死兩傷。 |
| 1981年10月9日  | 尖沙咀加拿芬道24號加發大廈6樓殺嬰案                   | 菲律賓籍女子朱莉亞（18歲）在寓所誕下女嬰，將之從廁所拋落大廈天井。 |
| 1981年10月21日 | 石硤尾白田臨屋區命案                                  | 一名神經漢斬死鄰居。 - 兇案地點現址為石硤尾公園足球場 |
| 1981年10月26日 | 西環荷蘭街建益大廈7樓K座雙屍案                        | 一對年輕夫婦被兩個賊人刧殺，歲半大兒子伴屍12個鐘。 |
| 1981年11月1日  | 西貢沙角尾村女屍案                                    | 少女李婉嫻（14歲）被發現下身赤裸倒斃沙角尾村附近明渠。 |
| 1981年11月11日 | 油麻地渡船街順利大廈B座殺子案                         | 男子占美莊遜（Jimmy Johnson，33歲）把兒子拋出窗外後由28樓攀到下一層單位，用菜刀挾持戶主夫婦及兩名小孩，與警方對峙。 |
| 1981年11月14日 | 元朗泰利街2號買兇殺人案                               | 死者蘇炳發（41歲）與女友人在酒樓品茗，期間被兩名兇徒揮刀斬傷，延至11月25日不治。 |
| 1981年11月16日 | 旺角通菜街40-42號金海酒家劫案                         | 兩名劫匪闖入金海酒家行劫，食客黎煜慶（28歲）協助追賊，被警察誤當劫匪開槍擊斃。 |
| 1981年11月21日 | 茶果嶺村134B號命案                                    | 男子黎立祥（32歲）揮刀亂斬妻子吳世蓮（32歲）及女兒黎惠詩（3歲），女兒傷重不治。 |
| 1981年11月22日 | 警員鄭東昇案                                          | 警員鄭東昇（29歲）被埋屍元朗白沙村農場的山坡上，佩槍失去。 警方隨後拘捕五名男子，一人因轉做污點證人被豁免起訴，其餘四人當中，何義宗、梁志雄兩人謀殺罪成，被判死刑；另外陳德光、譚桂源兩人誤殺罪成，各判10年。不過何義宗、梁志雄和陳德光三人要求上訴得直，何、梁二人改判誤殺罪成，監禁6年；陳德光則減刑至4年。1985年，譚桂源得知三人成功翻案，於是致函港督翻案，最後譚亦被改判4年，由於當時譚已經等於服刑超過6年（以扣除假期運算），他得以當庭釋放。 |
| 1981年11月30日 | 美孚新邨女童命案                                      | 女童黃婉芬（10歲）被殺，棄屍九華徑鐘山台山腰。6個月後一個傍晚，銅鑼灣高士威道發生一宗雙重自殺案，菲籍女兇手茱麗達（Juanita Bernado，34歲）帶同兒子在銅鑼灣高士威道灣景樓天台跳樓自殺死。原来，女童與茱麗達一家熟絡，茱麗達經常請她吃糖。直至一次，茱麗達發現黃婉芬手中抱有一隻玩具狗，又知道她會吃肉，認定黃婉芬是魔鬼，決定要作法「驅魔」。 |
| 1981年12月2日  | 鑽石山富山邨富信樓倫常命案                            | 婦人黃秀珍（32歲）將兒子林凱之（8個月大）拋落街後跳樓自殺。 |
| 1981年12月6日  | 北角港燈宿舍高空擲物命案                              | 居於富澤花園，42歲任教中華基督教會基全小學的女教師張志英，遭以報紙及膠袋包裹並從10樓以上拋下的磚頭擊斃。 |
| 1981年12月7日  | 旺角太子道西115號二樓留產所劫殺案                     | 搭棚工人黎德明（18歲）行劫留產所女東主古寶堅（52歲），將古連刺22刀致死，並劫去面值3,000元支票。翌年11月22日，黎德明誤殺罪成，入獄8年。 - 兇案現場已重建為都滙 |
| 1981年12月11日 | 金山郊野公園焦屍案                                    | 娛樂界的名人梁佐材被活生生燒死。案件懸而未破。 |
| 1981年12月12日 | 荃灣石圍角邨殺子案                                    | 泰國籍婦人尹惠容（26歲）將兒子陳順德（3歲）毒打致死。1982年8月17日，尹惠容被裁定謀殺罪不成立，當庭釋放。 |
| 1981年12月13日 | 屯門友愛邨愛樂樓母女墮樓案                            | 婦人黃鳳玲（33歲）與女兒徐凱恩（6歲）從愛樂樓高處墮下身亡。 |
| 1981年12月13日 | 秀茂坪邨第5座梯間命案                                 | 男子馮坤（57歲）在第5座3、4樓梯間熟睡時被兇徒「點錯相」襲擊致死。 |
| 1981年12月15日 | 觀塘順安邨停車場撕票案                                | 孕婦梁潔芬（28歲）由司機接送至九龍塘多實街一家幼稚園接送兒子放學時遭兩名男子持槍指嚇，綁匪登上車輛後向梁潔芬勒索25萬港元，其後綁匪駕駛至觀塘放走其兒子及司機。翌日梁潔芬的屍體在觀塘一停車場被發現。梁遭綁匪開兩槍擊中頭部身亡。事發停車場是露天停車場，但綁匪停在屋邨高處也看不到的死角行兇。 |
| 1981年12月20日 | 鴨脷洲邨地盤命案                                      | 死者陳木科（54歲，地盤工人）與工友楊仁健（26歲）爭執被擊斃。1984年12月11日，楊仁健誤殺罪成，入獄4年。 |
| 1981年12月21日 | 鑽石山聯誼路11號仇殺案                                | 男子盧文華（21歲）在聯誼路一茶餐廳門外被四名刀手斬死。 |
| 1981年12月27日 | 旺角砵蘭街235號蔴雀館命案                             | 清潔雜工劉志強（31歲）在蔴雀館內隨地吐痰，蔴雀館巡場林寶華（41歲）見狀上前干涉，兩人發生激烈爭執，混亂間林被人用刀刺傷不治。翌年11月10日，劉志強誤殺罪成，入獄3年。 - 兇案現場已重建為朗豪坊 |
| 1981年12月29日 | 觀塘工業中心第4期7樓R室劫殺案                         | 傢俬男技工衛普旋（43歲）遭劫殺，被匪徒用海棉塞囗窒息死亡。 |
| 1981年12月31日 | 灣仔軒尼詩道45號星加坡酒店劫殺案                      | 珠寶經紀成佩麟（約30歲）頭部受傷，四肢被綑綁倒斃酒店房間，所攜帶的50萬元珠寶被劫去。 - 案發地點現址為香港灣仔睿景酒店 |

## 1982年
| 案發日期                                              | 案件                                                                                      | 簡介 |
| ----------------------------------------------------- | ----------------------------------------------------------------------------------------- | --- |
| 1982年1月2日                                          | 葵涌石籬邨第9座山邊命案                                                                   | 死者鄭權倒斃山邊，工廠工人張桂純（38歲）被控謀殺罪。 |
| 1982年1月5日                                          | 馬鞍山梅子林綁架案                                                                        | 培正中學中一男學生黎德森（14歲）放學時被人綁架，綁匪致電其父勒索20萬美元。其父於翌日報警，警方將周淑生（30歲）及陳少明拘捕。1月8日，警方發現肉參早被撕票棄屍於梅子林。1982年9月10日周淑生被高院裁定謀殺罪成判死刑，翌年改判終身監禁。周淑生於1983年上訴英國樞密院被拒，1995年重審要求改判他誤殺罪，但被駁回。 |
| 1982年1月7日                                          | 深水埗醫局街168號命案                                                                     | 律師樓文員吳俊雄（31歲）被人用三角銼刺斃伏屍梯間，男子劉猛（又名劉植，22歲）被控謀殺。 |
| 1982年1月9日                                          | 秀茂坪木屋劫殺案                                                                          | 一名男子於秀茂坪木屋內遭劫殺。 |
| 1982年1月14日                                         | 筲箕灣阿公岩道15號命案                                                                    | 華達船廠老看更張容勝（71歲）遭電線綑綁，伏屍船廠士多房內。 |
| 1982年1月15日                                         | 香港仔石排灣邨第1座1001室命案                                                             | 死者陳球（62歲）與同屋住客馬靜（54歲）因爭用廁所起衝突，雙方以玻璃樽及摺櫈對打，陳受傷不治。10月27日，馬靜誤殺罪成，入獄5年。 |
| 1982年1月15日                                         | 黃大仙龍翔道命案                                                                          | 律師樓文員李耀明（32歲）倒斃龍翔工業中學對開行人路，頸部有傷痕。 |
| 1982年1月16日                                         | 順安邨安逸樓2319室劫殺案                                                                  | 一對八旬姊妹被劫殺。 |
| 1982年1月18日                                         | 葵涌葵昌路美和工業大廈水箱藏屍案                                                          | 美和工業大廈16樓，長江電影公司主管陳瑞蓮（21歲）遭人勒斃，藏屍大廈天台水箱。 |
| 1982年1月26日                                         | 觀塘翠屏道打鬥命案                                                                        | 的士司機陳泰傍（55歲）與兩男女乘客因路線及車費問題爭執，的士司機頭部受傷不治。 |
| 1982年1月27日                                         | 藍田邨第3座命案                                                                           | 建築工人李瑞君（34歲）被神經漢林儀（25歲）以硬物擊傷頭部，三日後不治。9月24日，林儀誤殺罪成，入獄3年。 |
| 1982年2月3日 1982年5月29日 1982年6月17日 1982年7月2日 | 土瓜灣貴州街4Ｍ號安和園第1期 安慶大廈1樓F室雨夜屠夫林過雲 - 殺4名女子並取其性器官制成標本 | 夜班的計程車司機林過雲在雨夜犯案，殺害4名女性，包括：於1982年2月3日謀殺女子陳鳳蘭，同年5月29日謀殺女子陳雲潔，同年6月17日謀殺女子梁秀雲，同年7月2日謀殺女子梁慧心。1983年4月8日，林過雲被裁定四項謀殺罪名成立，依例判處死刑。 - 改編作品：亞洲電視節目《香港奇案之霧夜屠夫》；電影《羔羊醫生》；亞洲電視劇集《香港奇案實錄：雨夜狂屠》。                                                                                         |
| 1982年2月6日                                          | 觀塘順天邨天璣樓21樓虐殺案                                                                | 女童周佩雯（4歲）遭母親虐打至死。 |
| 1982年2月9日                                          | 加多利山嘉道理道44A號念慈園劫殺案                                                         | 商人賈忠寶（64歲）遭劫殺。 |
| 1982年2月20日                                         | 新娘潭涌尾桃色命案                                                                        | 死者譚偉文（21歲）遭情敵劉永全（28歲）擊斃，埋屍涌尾地盤一處山坡，兩星期後被地盤工人發現。翌年1月13日，劉永全誤殺罪成，入獄6年。 |
| 1982年2月28日                                         | 土瓜灣永耀街3號二樓老婦被殺案                                                             | 老婦租客林玉好（68歲）拒給零用，遭姪孫女林麗X（16歲）夥友用鐵棰打傷後腦死亡。 |
| 1982年3月5日                                          | 樂富邨第17座公廁劫殺案                                                                    | 房屋署燒銲工人李樹（50歲）如廁時遭劫殺。 |
| 1982年3月6日                                          | 油麻地上海街111號閣樓髮型屋劫殺案                                                         | 「寶麗髮型屋」東主之弟梁國雄（27歲）被劫殺。 |
| 1982年3月9日                                          | 深水埗欽州街116號永勝大樓桌球室命案                                                       | 越南籍男子Giang Trieu Dong（24歲）在「美國寶桌球室」遭人斬死。 |
| 1982年3月20日                                         | 摩星嶺海傍村第3區172號命案                                                                | 女戶主鄧蓮（67歲）喉部中刀不治，其丈夫、兒媳及孫女受傷。 |
| 1982年3月21日                                         | 西營盤德輔道西聯威商業大廈劫殺案                                                          | 聯威商業大廈12樓C座一間貿易公司發生劫殺案，中藥經紀張漢華（25歲）被亂刀斬死。 |
| 1982年4月2日                                          | 馬頭圍亞皆老街224號寶華閣11樓A座劫殺案                                                    | 兇手劉萬寶（17歲，無業）潛入父親任職看更的大廈劫殺老婦何瑞（83歲），案發兩日後向警方自首。1983年劉萬寶被裁定謀殺罪成，依法判處終身監禁，後因在獄中表現良好，於2005年3月17日獲釋。 |
| 1982年4月10日                                         | 橫頭磡邨第21座開槍案                                                                      | 三名探員與友人在橫頭磡邨21座「天寶海鮮酒家」晚膳，被十多名兇徒持利器襲擊，探員鳴槍轟斃一人。 |
| 1982年4月17日                                         | 土瓜灣忠信街1B號布行劫殺案                                                                | 三名劫匪行劫「新興布行」，東主黃楚雁（27歲）抗賊時被刺斃。 |
| 1982年4月17日                                         | 荃灣曹公坊18號傳德樓地鋪閣樓縱火案                                                        | 凌晨，荃灣曹公坊18號傳德樓閣樓被縱火，釀成3死4傷，其中一名死者為孕婦。 |
| 1982年4月26日                                         | 長沙灣邨第14座2樓劫殺案                                                                   | 印刷工人鄧兆啟（27歲）遭劫匪槍殺。 |
| 1982年4月26日                                         | 九龍城打鼓嶺道殺嬰案                                                                      | 一名初生女嬰遭人從高處擲下死亡。 |
| 1982年5月6日                                          | 灣仔軒尼詩道326號眼鏡公司劫殺案                                                           | 眼鏡公司職員黃錦垣（52歲）遭劫匪反綁封口，窒息致死。 - 兇案現場已重建為北海中心 |
| 1982年5月6日                                          | 油麻地廣東道536號榮興祥玉器行劫殺案                                                       | 匪徒槍擊斃少東鄧光華（35歲）及打傷三人。 |
| 1982年5月7日                                          | 銅鑼灣英皇道83號二樓殺妻案                                                                | 男戶主張榮初（39歲）指妻子紅杏出牆引發爭執，盛怒下將妻子李美英（32歲）勒死。翌年1月11日，張榮初誤殺罪成，入獄4年。 - 兇案現場已重建為聯合出版大廈 |
| 1982年5月9日                                          | 秀茂坪邨第40座地舖倫常命案                                                                | 兇手蘇健坤（35歲）向母親潘玉珍（64歲）索錢不遂，以利銼將其刺斃，父親及胞兄試圖制止亦被刺傷。 |
| 1982年5月13日                                         | 牛池灣彩雲邨白鳳樓2104室斬岳母案                                                          | 老婦吳嬋（62歲）逼女婿黃志明（25歲）同女兒譚麗容（19歲）離婚，更在廚房取菜刀斬兇手，黃志明把菜刀奪下，將岳母斬死。1982年10月7日，黃志明被判誤殺罪成，判囚五年。 |
| 1982年5月13日                                         | 石硤尾邨12座命案                                                                          | 老婦唐帶（73歲）與孫兒黃子斌（25歲）口角，混亂間唐被人推倒撞向鐵床昏迷，送院不治。 |
| 1982年5月16日                                         | 九龍城砦木箱藏屍案                                                                        | 死者劉惠聯（24歲）與陳志潮（26歲）因電視聲浪問題爭執，劉被人揮刀刺死，屍體藏於木箱內。 |
| 1982年5月17日                                         | 西醫林超凡被殺案                                                                          | 西醫林超凡在英皇道的診症室被殺，他的病人黃維正（28歲）被捕。 |
| 1982年5月19日                                         | 八鄉粉錦公路劫殺案                                                                        | 一名工廠女工黃玉桂（19歲）被劫殺，死者太陽穴有小洞、頭部有瘀痕，棄屍八鄉粉錦公路消防訓練學校附近的一個牲畜屍體收集站。案件懸而未破。 |
| 1982年5月19日                                         | 秀茂坪邨第6座命案                                                                         | 事主江南明（17歲）與三名友人在第6座對開空地乘涼談天，被兩名持武器兇徒襲擊致死。 |
| 1982年5月23日                                         | 灣仔駱克道482號本德大廈15樓E座命案                                                        | 兇手鄺再興（32歲）勒死女子關詠儀（21歲）後與警方對峙。 |
| 1982年5月25日                                         | 旺角荔枝角道85號命案                                                                      | 電子廠商人文X順（41歲）在荔枝角道85號門外遭三人襲擊，其岳母郭佩瓊（58歲）試圖制止被毆斃。 |
| 1982年5月28日                                         | 摩星嶺海傍村第3區161號殺子案                                                              | 女子梁友好（26歲）在海傍村寓所將兒子羅子倫（2歲）拋落海中溺斃。翌年4月6日，梁友好誤殺罪成，被判入青山精神病院4年。 |
| 1982年6月3日                                          | 長沙灣元洲街邨安安幼稚園斬人案                                                            | 一名曾經患精神病的男人李志衡（28歲，三行工人），在元洲街邨第4座1257室內斬死他母親梁麗娟（48歲）及妹妹李少芹（18歲）後，再衝入樓下的安安幼稚園，襲擊正在上課的小童，4名安安幼稚園學生（盧詠詩、馮建國、戴啟南、關沛恩）死亡，事件造成6死44傷。 - 元州邨已拆卸重建，重建後幼稚園位置現時是盧偉國及梁美芬的元禧樓議員辦公室。 - 改編作品：電影《癲佬正傳》部分劇情。 - 兇手於大概2010年代獲第一階段假釋，從精神科監獄轉往青山醫院。 |
| 1982年6月23日                                         | 大埔頭村147號倫常命案                                                                     | 家庭衝突，長子張偉明（18歲）及父親張志坤（46歲）先後不治，16歲次子被控謀殺。 |
| 1982年6月25日                                         | 深井新村道友中毒案                                                                        | 男子冼華昌（31歲）替同道姜耀旺（23歲）注射過量海洛英，引致其中毒不治。 |
| 1982年7月2日                                          | 大埔陶子峴村143號命案                                                                     | 涼粉工人陳谷波（29歲）因拒交保護費被刺斃。 |
| 1982年7月9日                                          | 八鄉東邊路命案                                                                            | 男子陳添發（21歲）被殺。 |
| 1982年7月14日                                         | 大角咀大同新邨大方樓14樓10號室劫殺案                                                      | 3名匪徒持刀入屋行劫，老翁黃銳（70歲）抗賊被斬死。 |
| 1982年7月16日                                         | 鰂魚涌英皇道923號麗池大廈5樓縱火案                                                        | 租務爭執，老翁租客黃錢志（65歲）縱火燒死二房東高天石（60歲）及其妻徐敏（56歲），事件亦造成三人受傷。翌年3月31日，黃錢志誤殺罪成，入獄7年。 |
| 1982年7月30日                                         | 香港仔田灣安置區命案                                                                      | 男子蘇偉成（27歲）在田灣安置區對開碼頭，被十多名持械兇徒襲擊致死。 |
| 1982年8月1日                                          | 西環山市街1號命案                                                                         | 一名男子被人毆打，多日後傷重不治。 |
| 1982年8月3日                                          | 九龍城石鼓壟道25號寶城大廈3樓雙屍案                                                       | 8月3日發現男戶主陳波平及妻子洪雲芳（71歲）的屍體。男戶主疑因私吞一筆錢，被對頭人找上門，最後和妻子被斬殺及藏屍於潛建露台的花槽內。案件懸而未破。 - 2009年5月25日同一大廈10樓發生雙屍倫常慘案。 |
| 1982年8月5日                                          | 油塘高超道邨命案                                                                          | 少年馮永輝（16歲）身中多刀不治。 |
| 1982年8月14日                                         | 荃灣華人永遠墳場命案                                                                      | 男子馮錦珊（26歲）追討欠債不果被殺害。 |
| 1982年8月19日                                         | 沙頭角上禾坑村命案                                                                        | 老婦傅嬌（72歲）被殺，倒斃樟木槓內。 |
| 1982年8月28日                                         | 紅磡德民街命案                                                                            | 少年劉振明（16歲）在紅磡戲院外被人刺傷胸部，延至9月8日不治。 |
| 1982年8月29日                                         | 赤柱正灘打鬥命案                                                                          | 兩批青年男女露營燒烤期間發生衝突，一人遭燒烤叉刺斃，另外兩人受傷。 |
| 1982年9月16日                                         | 灣仔蘭杜街2號麗都大廈劫殺案                                                               | 二十多名夜歸住客先後被劫，遭劫匪用鐵綫綑綁，姓林男事主（36歲）試圖反抗，被劫匪用刀刺斃。 |
| 1982年9月20日                                         | 大埔火車襲擊案                                                                            | 中學生江志輝（17歲）在大埔一列火車上遭十多名青年圍毆，送院翌日不治。 |
| 1982年9月28日                                         | 大埔康樂園第十街135號屋三屍劫殺案                                                         | 內地匪徒姜善治潛入大埔康樂園一單位作案時被女戶主揭穿，竟獸性大發把女戶主滅口，並藏屍儲物櫃，更將其女兒（8歲）及兒子（4歲）用領呔分別勒死在兩間浴室的浴簾槽上。案件引起社會人士對疑兇的仇恨，法庭選了7名全男班陪審員，一致裁定姜善治謀殺行劫罪成，判囚終身。 |
| 1982年10月18日                                        | 旺角弼街30-32號興發樓蔴雀館劫殺案                                                         | 兩名劫匪行劫「大榮華蔴雀公司」，蔴雀館兩名看更被劫匪揮刀襲擊，一死一傷。 |
| 1982年10月21日                                        | 荃灣大陂坊16號德寶大廈9樓C座劫殺案                                                        | 夫婦盧少珍（52歲）與邱秀全（29歲）行劫婦人何秀英（60歲），以硬物打死何後並放火。邱秀全謀殺、縱火及行劫罪成被判死刑，盧少珍縱火、行劫及誤殺罪成被判入獄6年。 |
| 1982年10月30日                                        | 觀塘順天邨地下命案                                                                        | 死者黎萬年（17歲）與三名友人在順天邨天柱樓外飲酒談天，被十多人持武器襲擊，翌日傷重不治。 |
| 1982年11月5日                                         | 茶果嶺布袋藏屍案                                                                          | 茶果嶺道45-46號威士企業有限公司（一間造船廠）對開路旁，發現一個藏屍的布袋，受害人是一名少女，屍體被綁及有多處傷痕，發現時屍身己腐爛。 |
| 1982年11月15日                                        | 尖沙咀亞士厘道後巷命案                                                                    | 士多東主葉全（53歲）被人擊傷頭部不治。 |
| 1982年11月17日                                        | 中環卜公碼頭命案                                                                          | 流浪漢郭德（32歲）被鄧創樹（32歲，地盤散工）以斧頭襲擊致死。 |
| 1982年11月19日                                        | 荃灣大壩街67號命案                                                                        | 一名青年死亡。 |
| 1982年12月14日                                        | 橫頭磡邨26座地下命案                                                                      | 死者鄺鎮邦（52歲）頭部受傷不治，男子張偉明（39歲）被控謀殺罪。 |
| 1982年12月23日                                        | 石硤尾白田邨15座12樓劫殺案                                                                | 老翁黎蘇（63歲）遭扑頭殺害，$18,000現金被劫去。 |
| 1982年12月29日                                        | 石塘咀薄扶林道69B號慈幼會休息室命案                                                       | 意大利籍老神父盧萬展（75歲）被殺，盧神父頸纏繩索，後腦和前額都有傷痕。翌年8月17日，兇手姚智強（35歲）誤殺罪成，被判入精神病院。 |

## 1983年
| 案發日期       | 案件                                    | 簡介 |
| -------------- | --------------------------------------- | --- |
| 1983年1月1日   | 茶果嶺道171號祐福樓3樓C座劫殺案         | 浩利建築建公司東主兼業主李福浩（57歲）手腳被綁，口塞硬物倒斃單位內。 |
| 1983年1月21日  | 元朗西邊圍47A號命案                     | 新移民丈夫陳添明（22歲）將妻子梁福娣（21歲）亂刀斬死。 |
| 1983年1月24日  | 銅鑼灣告士打道海宮大廈雙重劫殺案        | 案發於告士打道264-269號海宮大廈9樓D座，小學校長陳象巍（61歲）與妻子謝兆嫦（58歲）慘被劫殺，兩人中刀30至40處，不過致命傷是頭骨被萬能角鐵擊碎而死。兇手為女死者大陸來港的內侄。兇手謝陳潤（26歲）潛逃8個月後於1983年九月中旬落網，兩項謀殺罪成判處死刑。 |
| 1983年2月1日   | 秀茂坪邨第8座公廁命案                   | 中學生孔文浩（15歲）行經秀茂坪邨時，被多名青年拖入第8座地下公廁毆打致死。 |
| 1983年2月11日  | 深水埗醫局街193B號布行雙屍劫殺案        | 富興公司老闆娘鄧碧慈（49歲）及其幼子黎明（16歲）被劫殺。1985年2月6日在高等法院經過7天審訊後，兇手姜耀南（31歲）裁定謀殺罪成，判處死刑。 |
| 1983年2月11日  | 西貢吊鐘洲海床布袋藏屍案                | 死者被收藏在一個布袋，袋口纏有兩塊磚狀石屎，棄屍西貢吊鐘洲對開海床。警方鎖定男子梁可銘為疑兇，但疑兇案件揭發前便與家人往內地旅行，未幾家人回港，梁則去向不明，最後露面在上海，當年有消息指他轉飛美國投靠親友，至今仍下落不明。 |
| 1983年2月17日  | 慈雲山邨殺子案                          | 慈樂邨第12座樂誠樓3樓235室發生倫常慘劇，瘋婦譚秀顏（36歲）突發狂性，認定兒子戚達鏗（3歲）不聽話，親手以50刀刺死兒子。 |
| 1983年2月18日  | 黃竹坑邨第5座1728室倫常命案             | 男子陳滿華（21歲）揮刀斬死胞弟陳錦明（8歲），其胞兄陳志強（25歲）亦被斬傷。 - 案發現場已重建為港島南岸第2期揚海 |
| 1983年2月23日  | 鑽石山大觀新村151號命案                 | 死者梁玉貞（24歲）與男友發生爭執，被男友鄒啟材（28歲）以摺櫈擊斃。 |
| 1983年2月28日  | 油麻地廟街109號六樓殺母案               | 老婦吳羣英（68歲）被精神病兒子麥天祥（39歲）按在地上，以拳頭多次打向其頭部，老婦左眼被打至爆裂，當場死亡。 |
| 1983年2月28日  | 尖沙咀金巴利道永利大廈會所縱火案        | 金巴利道27-33號永利大廈2樓「富華閣會所」被縱火，4死50多人傷。 |
| 1983年3月6日   | 油麻地官涌街48號官涌大樓開槍案          | 警員追捕兩名疑匪時遇襲，一匪遭開槍擊斃，另一匪則逃脫。 |
| 1983年3月30日  | 德望崗石礦場雙屍案                      | 案發於平山石礦場舊址，男子周柏雄（43歲）以石頭擊斃女兒周家麗（8歲）後自殺。 |
| 1983年4月3日   | 油塘高超道邨第10座開槍案                | 男子潘偉文（60歲）在第10座516室住所縱火，其後再持利器刺傷三名鄰居及一名警員，被警員開三槍擊斃。 - 案發現場已重建為高俊苑 |
| 1983年4月12日  | 鯽魚涌柏架山道木屋區命案                | 死者簡賢章（51歲）與鄰居楊永和（45歲）因土地問題口角，簡被擊破頭部不治。11月28日，楊永和誤殺罪成，入獄6年。 |
| 1983年4月15日  | 長沙灣工廠大廈第4座命案                 | 九龍工業學校學生楊振南（15歲）放學途中，被四名少年挾持往長沙灣工廠大廈第4座梯間，楊與對方糾纏間被斬傷大腿，失血過多不治。 |
| 1983年5月1日   | 觀塘協和街83號中南大廈3樓瘋漢砍人案     | 精神分裂男子李榮生（29歲）劈殺哥哥及親友。李榮生誤殺罪名成立。 - 案發現場已重建為凱匯 |
| 1983年5月8日   | 牛池灣太子道東橋底命案                  | 生果小販杜梓（38歲）在太子道東近彩虹邨天橋底被點錯相，遭四名越南籍男子用木板擊斃。 |
| 1983年5月13日  | 深水埗東沙島街紙盒藏屍案                | 髮型師被殺藏屍紙盒，棄屍長沙灣工廠大廈3座樓下與九龍工業學校橫門之間多日後才被發現。 |
| 1983年5月19日  | 西灣河聖十字徑16號桃色命案              | 兇手林葉英（33歲，建築工人）指死者林貴錦（30歲）勾引其妻，故向死者淋潑鏹水，再用斧頭將死者砍殺。 - 案發現場已重建為鴻恩大廈 |
| 1983年5月21日  | 深水埗欽州街94號黃金戲院命案            | 死者周柏恩（19歲）在黃金戲院與兇手等三人發生爭執，期間兇手從附近熟食檔取刀向死者揮斬，死者身中多刀不治。 |
| 1983年5月30日  | 油麻地新填地街238號二樓美容院劫殺案     | 兩名匪徒進入「新怡樂女子美容院」行劫，兩名職員與劫匪糾纏間被利刀刺中，一死一傷。 |
| 1983年5月31日  | 黃竹坑道女屍案                          | 歡場女子徐麗容（23歲）遭扼斃，全身幾乎赤裸，伏屍香港鄉村俱樂部門外。 |
| 1983年6月1日   | 半山衛城道孔翠樓海味店貨倉劫殺案        | 海味店東主之弟楊柏池（45歲）遭劫殺，貨倉內一批魚翅被掠去。 |
| 1983年6月6日   | 旺角通菜街160號地鋪梳化工場倫常命案     | 一對父子伏屍工場內。 |
| 1983年6月6日   | 尖沙咀中間道遠東大廈15樓J座命案         | 韓國籍女子楊青松（47歲）被人狂斬26刀斃命，男同事朴秉洙（33歲）承認誤殺罪，入獄四年。 |
| 1983年6月19日  | 西營盤西邊街16號三樓打鬥命案            | 兩戶居民爭執打鬥，一死五傷。 |
| 1983年6月21日  | 葵涌葵芳邨第9座211室縱火案              | 兇手難堪竹戰聲浪騷擾，與同夥在鄰居住所門外縱火，釀成兩死五傷。 |
| 1983年6月23日  | 藍田邨第3座1211室虐殺案                 | 婦人黃麗娥（25歲）將女兒翁靜雯（2歲）虐打致死。 |
| 1983年6月27日  | 尖沙咀景福珠寶金行劫殺案                | 尖沙咀美麗華酒店商場景福珠寶行遇劫，五名悍匪劫去價值247萬元的金飾，兩名巴藉護衛中槍身亡。 |
| 1983年7月2日   | 女童吳凱琳被殺案                        | 女童吳凱琳（8歲）住在沙田禾輋邨泰和樓1412室，在1983年7月2日下午5時許，跟哥哥及義兄到瀝源邨祿泉樓附近花園玩耍，之後離奇失蹤，一直音訊全無。1985年1月6日，沙田禾輋邨美禾樓對面山坡的荒廢地盤（香港專業教育學院沙田分校現址）發生火警，消防員將火救熄後發現一個人頭骨，召來警方人員接手調查，及後起出一副白骨，經過牙齒比對及現場衣服遺物辨認，證實是吳凱琳。 案件懸而未破。 |
| 1983年7月6日   | 西貢對面海村命案                        | 男子黃信忠（24歲）頭部受傷倒臥車內，延至7月17日傷重不治。 |
| 1983年7月8日   | 油麻地文明里麗星大廈10樓B座縱火案       | 男子張志偉（24歲）縱火燒死妻子李婉嫻（24歲）。 |
| 1983年7月10日  | 紅磡暢行道煥記花檔命案                  | 花檔替工李華新（22歲）被十多人持械襲擊，翌日傷重不治。 |
| 1983年7月13日  | 油麻地北海街30號嘉來酒店命案            | 舞小姐樊玉娟（27歲）遭人勒斃伏屍嘉來酒店505號房間，男子陳學豐（30歲）被控謀殺。 - 案發現場已重建為香港逸東酒店 |
| 1983年7月14日  | 邱達成醉酒駕車案                        | 邱達成（24歲）醉酒駕車送女友回家，行經九龍公主道時，撞倒在路障站崗的警員鄭孟輝（20歲）並將其拖行數百米。鄭被送醫後於23日傷重不治。邱達成誤殺罪成，判囚4年。 |
| 1983年7月15日  | 上水安圃村48號木屋命案                  | 婦人李秋蓮（55歲）伏屍屋內，頭及頸部有明顯傷痕。 |
| 1983年7月15日  | 橫頭磡邨第20座命案                      | 青年譚有榮（18歲）在橫頭磡邨20座對開空地，被十多人持硬物襲擊致死。 |
| 1983年7月18日  | 裕民財務伊巴謙被殺案                    | 經濟犯罪與滅口，馬來西亞委派來港的核數師伊巴謙（裕民財務助理總經理）在尖沙咀麗晶酒店被殺後，棄屍於大埔滘村附近蕉林。馬籍男子麥福祥（32歲）被控謀殺。 - 改編作品：2020年TVB劇集《黃金有罪》部分影射此案。 |
| 1983年7月18日  | 慈雲山邨第66座命案                      | 男子溫國欣（21歲）因欠債被殺害。 |
| 1983年7月20日  | 柴灣茵翠苑茵榮閣姦劫命案                | 女子蘇佩霞（22歲）頭部受傷，上身赤裸伏屍茵榮閣2樓梯間。 |
| 1983年7月26日  | 半山羅便臣道72號開槍案                  | 警長馬直鎏（35歲）截查兩名可疑男子時被襲擊，逐開槍將一人擊斃。 - 警長馬直鎏於翌年1月16日遭悍匪刺殺 |
| 1983年7月29日  | 大圍新翠邨地盤命案                      | 建築工人曾世興（24歲）與一名工友爭執，混亂間被鐵鏟擊中，從14樓外牆飛墮地面不治。 |
| 1983年8月10日  | 慈雲山田寮村21號命案                    | 林淑芬（22歲，無業）被控謀殺女子陳瑞蓮（19歲），案件和兩名女子玩窒息性遊戲有關。 |
| 1983年8月10日  | 上水母子服毒自殺案                      | 男子馬錦（55歲）因失業導致無力照顧其不良於行的母親梁妹（90歲），兩人決定服毒同歸於盡，當中死者被餵服2匙巴拉刈，另被告吞服了3匙。兩人隨即昏迷，其中母親送院兩日後不治，但被告卻僥倖生還，卻難逃法網。翌年，被告誤殺罪名成立，判入小欖精神病治療中心監禁1年。 |
| 1983年8月18日  | 西營盤德輔道西恆裕大廈2樓殺嬰案         | 福州籍婦人盧敏容（31歲）謀殺初生女兒。 |
| 1983年8月28日  | 跑馬地鳳輝臺1A號二樓命案                | 海事處女行政官盧淑儀（26歲）遭人強吻窒息傷頭致死。 |
| 1983年8月28日  | 九龍城城南道開槍案                      | 兩批黑幫人士打鬥，警員到場制止時被襲擊，逐開槍將一人擊斃。 |
| 1983年8月31日  | 屯門蝴蝶邨地盤命案                      | 一名建築工人被勒斃。 |
| 1983年9月1日   | 葵涌虐打嬰兒案                          | 褓姆馮惠娣（22歲）將女嬰譚慧欣（10個月大）毆打至重傷昏迷，女嬰延至9月8日傷重不治。 |
| 1983年9月3日   | 筲箕灣金華街43號五樓命案                | 死者湯雄（49歲）指同屋住客偷竊其200元，與之爭執期間被刺斃。 |
| 1983年9月14日  | 太古城盧山閣13樓G室虐殺案               | 男嬰張傑恆（21個月大）於褓母家中疑遭虐待頭部受傷昏迷，送到養和醫院後證實死亡，保母業主姚美霞（30餘歲）聲稱男嬰沐浴時，頭部意外撞到水龍頭而受傷。 |
| 1983年9月14日  | 牛頭角勵業街9號地下同利工業大廈離奇命案 | 寶源機械廠東主陶俊昌（或作陶津章，52歲）頸有一條瘀痕，離奇倒斃於廠內辦公室椅上。 |
| 1983年9月15日  | 順利邨利恆樓806室倫常命案               | 男子彭克勤（32歲）因索錢不遂，勒死祖父彭展帆（74歲）後上吊自殺。 |
| 1983年9月16日  | 元朗青山公路142號橫巷命案               | 上水松柏塱魚場場主江之石（46歲）遭人擊穿頭部死亡。 |
| 1983年9月23日  | 石硤尾白田臨屋區命案                    | 兩名男子飲酒後爭執，一人被斬死。 - 案發現場已重建為石硤尾公園足球場 |
| 1983年9月26日  | 大埔懷義街機舖命案                      | 少年楊志忠（18歲）與人爭執被打死。 |
| 1983年10月3日  | 柴灣邨第15座1205室命案                  | 老婦譚佩林（60歲）被殺。 |
| 1983年10月4日  | 石塘咀日富里12號倫常命案                | 婦人黃銀娥（30歲）被家翁張式公（69歲）以硬物重擊頭部死亡。 - 兇案現場已重建為活託邦．西環 |
| 1983年10月17日 | 紅磡馬頭圍道命案                        | 鞋匠容根（19歲）被兩人刺斃。 |
| 1983年10月30日 | 深水埗汝州街299號命案                   | 死者黃耀庭（19歲）與三人爭執，遭人以木棍及鐵枝打至重傷，延至11月4日不治。 |
| 1983年11月3日  | 紅磡高山道72號地盤命案                  | 死者殷裕軒（25歲）與人爭執後被扑頭殺害。 - 案發地點現址為冠山苑 |
| 1983年11月6日  | 灣仔軒尼詩道齊安大廈14樓G座縱火案       | 男子楊家柱（31歲）與妻子冼淑芬爭執後在單位淋潑火水縱火，楊母胡綺樂（55歲）被燒死，楊及另外三人受傷。 - 案發後大業主取消了13樓及14樓的樓層列表，並更改了其樓層資料，案發單位（舊名：14樓G座）現時已改名為15樓G室。 |
| 1983年11月9日  | 小欖新村男屍案                          | 失蹤3日的的士司機陳仲偉（48歲）被殺，伏屍小欖新村一處山坡草叢。 |
| 1983年11月13日 | 荃灣大廈街1號宏華大廈4樓E座弒兄案       | 兇手施俊雄（21歲）因金錢問題將胞兄斬死。 |
| 1983年11月19日 | 深水埗醫局街150號三達大廈9樓B座劫殺案   | 女子鄧素芳（22歲）被劫殺，頸及胸部中刀伏屍床上。 |
| 1983年11月22日 | 葵涌石蔭邨第2座命案                     | 小販鄭清（46歲）擒捕曾行劫其妻子之匪徒時遭刺斃。 |
| 1983年11月22日 | 荃灣新村街42號聯發麻雀館廝殺案          | 老千在麻將館內出千被巡場丁連發（36歲）揭穿，老千糾黨20名暴徒隨機突襲，將丁連發連同另外六人重擊，丁命喪於刀鋒之下。 |
| 1983年11月30日 | 鰂魚涌華蘭路益新工廠大廈桃色命案        | 案發於鰂魚涌華蘭路14號地下梯間，女子洪婷婷（31歲，電子廠女工）被熟人用尖刀狂刺六刀慘死，棄屍1樓後樓梯。 - 益新工廠大廈已拆卸重建為太古坊港島東中心。 |
| 1983年12月4日  | 尖沙咀柯士甸道富士酒店皮篋藏屍案        | 婦人徐玉珠（36歲）接受非法墮胎手術後死亡，被人藏屍富士酒店109號房一皮篋內。 - 案發現場已重建為瑞信集團大廈。 |
| 1983年12月5日  | 鴨脷洲邨開槍案                          | 四名匪徒爆竊鴨脷洲邨利寧樓一間五金舖，警員追捕時被其中一匪襲擊，警員開槍將對方擊斃。 |
| 1983年12月8日  | 馬鞍山謀殺案                            | 男子高煥文（28歲）被殺，棄屍大水坑引水道。 |
| 1983年12月12日 | 九龍城衙前塱道58號三樓命案              | 兩名男子林興（50歲）與陳忠華（44歲）因爭用廁所發生衝突，雙方以利刀及木棍打鬥，陳不敵中刀不治，林母陳梅珍（75歲）試圖制止亦被斬傷。 - 案發現場已重建為御門．前。 |
| 1983年12月14日 | 北角健康村紅桃樓7樓50室劫殺案           | 婦人胡愛娣（59歲）遭劫匪斬傷，延至12月23日不治。 |
| 1983年12月15日 | 長洲龍仔村52A號布袋藏屍案               | 嗜賭男子田永豪（63歲）因向妻子黃寶珍（61歲）索錢不遂，用鐵鎚將其擊斃，並藏屍布袋棄置住所附近山坡。 |
| 1983年12月15日 | 大埔大元邨泰怡樓高空擲物案              | 男童張健文（9歲）遭高處墮下石塊擊中，兩日後不治。 |
| 1983年12月28日 | 油麻地南京街開槍案                      | 一名休班探員與女友行經南京街時被兩匪行劫，探員開槍將一人擊斃。 |
| 1983年12月29日 | 牛池灣彩虹邨紅萼樓11樓殺嬰案            | 電子廠女工梁蓮弟（17歲）將初生男嬰從高處擲下死亡。 |

## 1984年
| 案發日期       | 案件                                         | 簡介 |
| -------------- | -------------------------------------------- | --- |
| 1984年1月5日   | 旺角花園街71號命案                           | 男子林廣興（44歲）在花園街71號門外遭人擊傷頭部，延至1月11日傷重不治。 |
| 1984年1月6日   | 藍田邨第14座731室劫殺案                      | 藍田邨第14座互助委員會主席蕭笑（54歲）被劫殺。 |
| 1984年1月7日   | 長沙灣元洲街邨第6座縱火案                    | 元洲街邨第6座903室凌晨被人用鐵鏈鎖門放火，母上通宵班逃過一劫，惟父女遭人間蒸發，兩子爬窗逃生，釀2死2傷。肇因疑與男戶主外遇有關。 |
| 1984年1月9日   | 尖東半島中心奪槍殺人案                       | 兩批人士在「大白鯊酒廊」因賬單出錯引發衝突，一名休班探員見狀拔槍制止，混亂間被人奪去佩槍發射，一名男子中槍死亡。 |
| 1984年1月10日  | 跑馬地黃泥涌道1A號怡豐大廈9樓弒母案          | 老婦何文珠（69歲）因不肯服藥，遭兒子楊良興（23歲）揮拳擊斃。 |
| 1984年1月11日  | 大角咀道77號興旺大廈12樓6號室縱火案          | 火警造成8死6傷。 |
| 1984年1月12日  | 油麻地吳松街42-52號打鬥命案                  | 黑幫打鬥，其中一人受重傷，延至1月18日不治。 |
| 1984年1月12日  | 石硤尾南山邨停車場5樓命案                    | 男子林清錦（44歲）前往警署報到途中遭兩人斬死。 |
| 1984年1月12日  | 元朗西裕街18號好發洋樓8樓殺子案              | 精神病婦人何亞碧（36歲）給兒子蔡新吉（19月大）餵食滴露致死。 |
| 1984年1月16日  | 半山殺警案                                   | 兇徒林浩義（36歲）多次在港島半山以利刀截劫單身女子。一次他在港島半山區卑利士路近柏道做案時，遇上軍裝警長馬直鎏（35歲）雙方發生糾纏，最後林斬殺馬並取去其佩槍，隨後偵緝警長謝燦（51歲）接報趕到現場，被兇徒槍殺。林浩義於1985年1月31日於屯門家中被警方拘捕。 |
| 1984年1月26日  | 油麻地德興街14號餐廳命案                     | 男子黃建雄（24歲）在「新牛屋餐廳酒廊」遭人亂刀斬死。 - 案發現場已重建為德成軒 |
| 1984年1月30日  | 銅鑼灣聖保祿醫院劫殺案                       | 護衛隊長李海良（32歲）往醫院押解款項時被三匪截劫，遭匪徒開槍擊斃，約70萬元現金及支票被劫去。 |
| 1984年1月30日  | 荃灣沙咀道荃運工業中心第1期13樓J室買凶殺夫案 | 聯誠膠袋製品廠東主鄭照（42歲）遭謀財害命，被妻子賴美珍（30歲）夥同姦夫徐劍虹（20歲）買兇殺害。 |
| 1984年1月31日  | 寶生銀行解款車械劫案                         | 劫匪與警方槍戰，路人李月琴（19歲）死亡。 |
| 1984年2月1日   | 九龍城衙前圍道開槍案                         | 便裝警員制止一宗械鬥時，開槍將一人擊斃。 |
| 1984年2月25日  | 梅窩涌口村57A號命案                          | 男子劉潤華（32歲）與四人爭執被亂刀斬死。 |
| 1984年2月26日  | 西區濾水廠腐屍案                             | 三名少年在西區濾水廠附近山坡發現一具男腐屍。 |
| 1984年2月28日  | 葵涌葵德街男屍案                             | 的士司機梁其興（52歲）身中多刀伏屍葵涌葵德工業中心門外，其駕駛之的士停在大埔下坑村附近。 |
| 1984年3月4日   | 元朗東頭圍4A號雪櫃藏屍案                     | 案發於元朗舊墟東頭圍4A號兩層高石屋地下單位，死者租客鍾新貴（52歲，熟食小販）被兩名兇手謀財害命，肢解藏屍雪櫃，屍體於3月30日被發現。 |
| 1984年3月20日  | 油麻地彌敦道469號酒樓開槍案                  | 八名大漢衝入「敦煌酒樓」揮刀追斬一檯茶客，在場兩名探員開三槍制止，兩名男子一死一傷，另外兩人被斬傷。 |
| 1984年3月25日  | 柏架山女屍案                                 | 六名行山男女在大潭道山翠苑對上山坡發現一具赤裸女屍。 |
| 1984年3月26日  | 美孚新邨第5期蘭秀道9號15樓C座命案            | 老婦甄亞英（83歲）被遠房親戚何雅芬（31歲）謀殺。 |
| 1984年3月29日  | 屯門鳴琴路開槍案                             | 警員追捕可疑車輛時鳴槍三響，車上一人中槍死亡。 |
| 1984年3月30日  | 灣仔伊利莎伯大廈A座26樓2室花槽藏雙屍命案     | 新加坡「百萬金莊」的兩名少東謝順發（32歲）和謝順成（28歲）被人殺害並埋屍於花糟內。 |
| 1984年3月31日  | 跑馬地逸廬B座7樓命案                         | 外籍婦人被殺。 |
| 1984年4月1日   | 葵涌石籬邨第4座命案                          | 酒樓工人王方球（21歲）被三名刀手斬死。 |
| 1984年4月13日  | 粉嶺和合石村打鬥命案                         | 兩批石廠工人爭執打鬥，一死三傷。 |
| 1984年4月14日  | 灣仔盧押道1-3號修頓大廈2樓公寓命案           | 女子施雪玲（53歲）遭人勒死，倒斃泗海公寓202號房。 |
| 1984年4月24日  | 葵涌麗瑤邨富瑤樓12樓虐殺案                   | 男童林君豪（2歲半）被虐待致死。 |
| 1984年4月30日  | 九龍城寨龍津道59號天台命案                   | 兩名男子被人襲擊，一死一傷。 |
| 1984年5月8日   | 葵涌荔景邨情殺案                             | 疑兇因感情糾紛，殺死女友及其妹。傳聞被殺的姊妹花陰魂不散，事發單位不時有鬧鬼傳聞。 |
| 1984年5月16日  | 深水埗海壇街179號四樓殺妻案                  | 男戶主陳海健（41歲）以鐵鎚擊斃妻子梁婉儀（39歲），事後在單位縱火。 - 案發現場已重建為愛海頌 |
| 1984年6月1日   | 慈雲山邨第43座1447室命案                     | 死者何發煌（22歲，三行工人）在女友家中竹戰期間，被兩名男子入屋斬死。 |
| 1984年6月11日  | 灣仔軒尼詩道3號電話大樓命案                  | 電話公司技師梁榮發（25歲）被人用硬物襲擊後，復被人從4樓推下死亡。 |
| 1984年6月11日  | 土瓜灣美景街2號美景樓1期3樓14室命案          | 男子余振銓（54歲）被人扑頭殺害焚屍。 |
| 1984年6月18日  | 下葵涌臨屋區第36座命案                       | 貨車司機蔡泰發（37歲）因欠債被斬死。 |
| 1984年6月29日  | 九龍塘牛津道橫巷命案                         | 兩名中學生途經牛津道模範英文中學（現啟思小學）對開橫巷被人持利器襲擊，一人被斬死。 |
| 1984年7月10日  | 長沙灣長順街新昌工業大廈命案                 | 永光針織廠看更林匯昌（46歲）與人爭執被擊斃。 |
| 1984年7月17日  | 沙田圓洲角臨屋區命案                         | 黑幫混戰，一死兩傷。 |
| 1984年7月19日  | 半山堅道51號誤殺案                           | 一對男女因債台高築服藥自殺，男死女獲救。女事主承認誤殺罪，判守行為兩年。 |
| 1984年7月26日  | 山頂種植道589-590號地段地盤劫殺案            | 地盤看更雷仲康（50歲）被人扼頸致死。 |
| 1984年7月26日  | 深水埗元洲街鴻興大廈鳳樓劫殺案               | 四名悍匪假扮嫖客闖入鴻興大廈3樓A座一鳳樓，綑綁及洗劫三名嫖客，鳳樓保鑣黃孝森（28歲）抗賊被刺斃，一鳳姐男友亦被刺傷。 |
| 1984年8月5日   | 薄扶林碧荔道65號命案                         | 老看更祝林（76歲）胸部中刀不治。 |
| 1984年8月17日  | 維多利亞公園公廁謀殺案                       | 失蹤半月的女童陳美滿（14歲）被拖入維多利亞公園的男厠勒死，但未被兇手強姦，兇手用唇膏在死者身上寫上中文字「亞迪殺、義氣、十四號」嫁禍他人。兇手服刑7年後獲釋，但在出獄3個月後謀殺一名女子，被判終身監禁。 - 謀殺案事發現場不是在維園籃球場旁男公廁 |
| 1984年8月28日  | 半山堅尼地道香美台政府宿舍602室桃色命案      | 兩名外籍督察因三角戀問題起衝突，一人中刀死亡。 - 案發現場已重建為中國外交部駐港特派員公署 |
| 1984年8月30日  | 十四鄉西澳村命案                             | 老婦廖甲蘭（71歲）及長子因建屋之風水問題與人爭執，廖婦遭擊傷頭部不治。 |
| 1984年9月2日   | 上環荷李活道201號太榮樓3樓B座情殺案          | 女子梁秀瓊（19歲，剛考獲空姐）被殺死，其男友胡偉志（27歲，髮型師）被控謀殺罪成，依例被判處死刑。 |
| 1984年9月6日   | 大埔荔枝山村70號命案                         | 老翁蔡育明（74歲）與同屋住客黃賢立（37歲）因爭用廁所發生爭執，蔡遭人用石油氣罐擊斃。 |
| 1984年9月8日   | 新蒲崗爵祿街8號寶生金行劫殺案                | 三名匪徒行劫寶生珠寶金行，警員到場與匪徒爆發槍戰，途人趙才春（50歲）中流彈死亡。 |
| 1984年9月12日  | 屯門蝴蝶邨蝶意樓8樓殺女案                    | 婦人杜桂芳（28歲）將智障女兒林文慧（6歲）從8樓走廊拋下死亡。 |
| 1984年9月13日  | 尖沙咀亞士厘道8號利華樓3樓2B室兇殺案         | 一對分別15歲及23歲兄弟被斬死，其57歲父親被斬至重傷。 |
| 1984年9月14日  | 大角咀杉樹街5號德安樓5樓A座劫殺案            | 兩名匪徒爬窗入屋行劫，婦人陳容（60歲）反抗遭刺死。 |
| 1984年9月19日  | 荔枝角道臨屋區第15座10室命案                 | 男子李陸（33歲）遭人殺害肢解，兇徒棄屍大窩坪道近澤安邨路邊時被警察撞破。 - 兇案地點現址為長沙灣臨時家禽批發市場 |
| 1984年9月27日  | 牛頭角下邨第11座命案                         | 兩名老翁因風扇噪音問題爭執，一人被擊傷頭部死亡。 |
| 1984年10月2日  | 西貢福民路74號D號地鋪合益樓士多劫殺案        | 三名匪徒潛入「成龍士多」行劫，將士多東主綑綁，因現場光線昏暗，匪徒李兆雄（26歲）被同黨俞明錯手刺斃，另一同黨關偉強（26歲）被擒獲，俞明則逃脫，兩日後跳樓身亡。 - 現址為7-11便利店 |
| 1984年10月9日  | 荃灣大陂坊德寶大廈母女墮樓案                 | 婦人盧杏桂（23歲）與女兒彭婉兒（2歲3個月大）從德寶大廈20樓墮下，女死母傷。 |
| 1984年10月16日 | 油麻地佐敦道35號命案                         | 三名男子離開「萬賓酒樓」時遇襲，一人被毆斃。 |
| 1984年10月19日 | 筲箕灣明華大廈公園襲擊案                     | 兩男一女於13座地下對開空地被十名男子襲擊，一名男子傷重不治。 |
| 1984年10月24日 | 北角渣華道62-68號高發大廈命案                | 姦夫盧容根（30歲，電器工人）72刀斬死女友吳多娣（36歲）。 |
| 1984年11月10日 | 屯門大興邨興昌樓26樓殺嬰案                   | 醉漢呂君輝（29歲）將女兒呂潔詩（10月大）勒斃。翌年4月10日，呂君輝誤殺罪成，入獄5年。 |
| 1984年11月14日 | 黃大仙下邨第20座情殺案                       | 男子鄭國志（24歲）遭情敵許勝強（28歲）與同夥亂刀斬死。 |
| 1984年11月20日 | 跑馬地體育道夜更的士司機命案                 | 夜更的士司機徐聯新（41歲）於跑馬地體育道在其的士的後座被扼至窒息致死，死者有一名妻子和兩名子女。 |
| 1984年11月21日 | 灣仔鷹君中心電梯劫殺案                       | 匪徒林浩義（36歲）持刀在鷹君中心電梯內劫去多人財物，廣告公司女職員陳寶瓊（26歲）按動電梯內警鐘後，匪徒以刀刺向陳寶瓊腹部。陳寶瓊身中五刀，送院後傷重不治。 |
| 1984年11月23日 | 石硤尾邨第40座105室命案                      | 兩名同住於同一公屋單位的老翁因租金問題爭執，廉子鴻（68歲）以鐵鈎襲擊林賢政（64歲），林亦以附有鐵叉的衣裳竹還擊，林頭部受傷送院後不治。 |
| 1984年11月24日 | 旺角荔枝角道64號菜館命案                     | 三名男子在「食為先菜館」遭人揮刀襲擊，一死兩傷。 |
| 1984年12月4日  | 文錦渡新屋嶺練靶場特警隊員中槍案             | 特警隊隊員陳岳文（25歲）在新屋嶺練靶場進行射擊演習時頭部中槍死亡。 |
| 1984年12月13日 | 西灣河筲箕灣道捷利商業大廈1802室命案         | 海港冷氣工程公司崔姓東主（34歲）發現，女秘書周雯櫻（19歲）被雙手被反綁被勒死伏屍寫字桌下。 |
| 1984年12月14日 | 長洲喜士路12號地鋪玉石工場倫常命案           | 精神病婦人胡X美（25歲）與丈夫石X源（32歲）爭執後，將女兒石倩文（3個月大）放在浴缸溺斃 。 |
| 1984年12月15日 | 沙田圓洲角臨屋區打鬥命案                     | 釀成一死三傷。 |
| 1984年12月16日 | 油塘高超道邨升降機殺情敵案                   | 劉文昌（24歲）與何浩然（25歲）為電機工程系同學，同居於高超道一屋邨，其同時愛上一姓甄女同學（20歲）。甄女較喜歡何浩然，引使劉動殺機。劉文昌在油塘高超道邨第6座升降機頂之上，等待何浩然乘搭升降機時，將升降機弄停，灌入二氧化碳弄暈何浩然，再用尼龍繩將其勒死，並將屍體推落升降機槽底。劉文昌被陪審團一致裁定謀殺罪成，依例判繯首死刑（後改囚終身）其後於1987年改判30年監禁。 - 改編作品：亞洲電視劇集《新香港奇案：電梯情殺案》。 |

## 1985年
| 案發日期       | 案件                                       | 簡介 |
| -------------- | ------------------------------------------ | --- |
| 1985年1月8日   | 觀塘物華街華安大樓縱火案                   | 兇徒在華安大樓2樓走廊淋火水縱火，多名住客受傷送院，一名女子傷重不治。 |
| 1985年1月13日  | 西環北街五福大廈劫殺案                     | 一對開設肉食公司之堂兄弟返家途中遇劫，兩人與劫匪糾纏間被刺傷，其中一人不治。 |
| 1985年1月22日  | 元朗教育路68號兆豐樓開槍案                 | 三名持刀劫匪行劫兆豐樓一個鳳樓單位時，被到場巡查警員撞破，其中一匪揮刀向警員襲擊，警員喝令無效將其擊斃，其餘兩匪一逃脫一就擒。 |
| 1985年1月23日  | 新蒲崗爵祿街康景樓8樓劫殺案                | 女子張惠芳（22歲）被劫殺，棄屍垃圾房。屍體於7月3日被起出。12月24日，兇手彭玉庭（24歲）誤殺及行劫罪成，入獄10年。據說期間這女子曾在劫殺後，竟然打上電台求救，成了女鬼打上電台靈異故事。 - 彭玉庭亦牽涉2022年6月一宗命案（天水圍俊宏軒命案），其後被裁定誤殺罪成，入獄4年。 |
| 1985年1月31日  | 屯門泥圍興德小學門口命案                   | 女教師程志英（58歲）在學校門口遭男子程向明（37歲）連刺多刀慘死。5月20日，程向明承認誤殺罪，被判入小欖精神病院接受治療，直至康復為止。 |
| 1985年2月1日   | 火炭穗禾苑詠昌閣7樓11室倫常慘案            | 離婚起爭執，男戶主龍燦成（34歲）勒死妻子陳詠玲（32歲）後開煤氣自殺亡。 |
| 1985年2月2日   | 深水埗福榮街101號六樓板間房倫常慘案        | 29歲少婦(張X興)因搬屋問題和丈夫爭吵後勒死女兒(歲半: 盧巧兒)勒傷兒子倖存(但終身殘障)後，跳樓不死但壓中路人，女子終身殘障，路人的左手給廢了。 |
| 1985年2月14日  | 京士柏公園九龍華仁書院小徑（華仁徑）劫殺案 | 死者凌潤權（25歲）與在廣華醫院任職護士的姓李女友（24歲）談心時遇劫被殺。 |
| 1985年2月14日  | 銅羅灣波斯富街劫殺案                       | 酒家東主陳汝鏗（50歲）行經波斯富街被兩匪行劫，身中多刀不治。 |
| 1985年2月27日  | 南丫島海面槍擊案                           | 一艘滿載錄影機之快艇遭槍擊，艇上三名男子中彈，一死兩傷。 |
| 1985年3月13日  | 九龍城太子道420號金行械劫案                | 五名匪徒行劫太子道420號周大福珠寶金行，匪徒得手離開時與警員爆發槍戰，匪徒黃國偉（26歲）中槍身亡。 |
| 1985年3月22日  | 石硤尾南昌街命案                           | 死者黃平（58歲）途經南昌街與窩仔街交界遭人以鐵枝擊傷頭部，送院3日後不治。 |
| 1985年3月28日  | 沙田瀝源邨福海樓1611室殺母案               | 瘋漢嚴啟德（30歲）弒殺母親張杏（70歲），繼而全身赤裸衝入樓下商場進行孤狼式突襲，最後遭亂槍掃射飲彈瀝血，命喪於警方槍口之下。 - 改編作品：電影《癲佬正傳》角色之一「阿全」因發瘋斬人而被「徐先生」射殺部分影射此案                                                         |
| 1985年3月28日  | 長沙灣工廠大廈命案                         | 獨居於大廈梯間的搬運工人李明（51歲）於大廈外空地被兩名男子以三角銼襲擊，腹部受傷致死。 |
| 1985年3月30日  | 半山干德道42A號五樓劫殺案                  | 男戶主盧念祖（40歲，會計師）抗賊時被刺斃。 - 兇案現場已重建為匯豪閣 |
| 1985年3月30日  | 旺角基隆街21號三樓命案                     | 兇徒將老婦梁仲如（63歲）勒死後在單位縱火，佈局成老婦自焚而死。 |
| 1985年4月3日   | 葵涌大窩口邨第15座虐殺女童案               | 女童葉虹英（4歲）被人虐待滿身傷痕，延至4月9日傷重不治。8月6日，其母張瑞欽（31歲）誤殺罪成，入獄兩年。 |
| 1985年4月5日   | 北角錦屏街鴻福大廈6樓H座劫殺案             | 包租人甄籌（68歲）被劫殺，身中多刀倒斃廳中。 |
| 1985年4月6日   | 北角和富中心第1座5樓C室吊櫃藏屍案          | 死者何耀輝（18歲）原在上址裝修，但失蹤數天。 |
| 1985年4月12日  | 深水埗大南街194號二樓劫殺案                | 婦人葉惠珠（59歲）被劫殺，利刃插胸伏屍廳中。 |
| 1985年4月13日  | 坪洲東灣釣魚公石海灘母女三屍案             | 女子陳惠珠（26歳）和丈夫爭吵後，帶走長女蘇凱詠（5歲）及次女蘇凱玲（3歲）到沙灘跳海自殺，三人屍體在坪洲東灣釣魚公石海灘被發現，腰間均被一條4米長的碎花布帶綁纏。 - 傳聞妻子在沙灘陰魂不散。                                                                                |
| 1985年4月20日  | 寶馬山雙屍案                               | 一對英籍男女 Kenneth McBride（17歲）及 Nicola Myers（18歲）被5名童黨（包括：譚士歡、尹三龍、張有恆等）亂棍虐打致死，身上有過百處傷痕，女死者更曾遭輪姦。兩人被棄屍北角寶馬山配水庫附近。 - 改編作品：電影《等候董建華發落》                                               |
| 1985年4月26日  | 九龍塘喇沙利道16號碧華花園殺嬰案           | 菲律賓籍女傭Perez Cherrylyn（31歲）將初生女嬰放入水桶內溺斃。 |
| 1985年4月30日  | 八仙嶺郊野公園燒屍案                       | 水警督察胡志強（42歳）在葵涌大白田街一間時裝店意圖侵犯女死者伍渡霞，女死者反抗被兇手扼斃，胡再將屍體運到八仙嶺郊野公園燒屍。1986年2月17日，該案審結，4男3女陪審團，一致裁定被告罪名成立，法官依例判胡志強死刑。                                                           |
| 1985年5月6日   | 新蒲崗工廠大廈第6座命案                    | 男子謝志文（約30歲）被發現身受重傷倒臥第6座4樓梯間，送院搶救後不治。 - 兇案現場已重建為景泰苑。 |
| 1985年5月6日   | 荃灣沙咀道242號4樓命案                     | 男童周偉雄（13歲）被胞姊男友王振榮（20歲）斬至重傷，翌日傷重不治。 |
| 1985年5月9日   | 上水天平邨地盤命案                         | 地盤看更五亮葵（80歲）遭人殺害焚屍。 |
| 1985年5月15日  | 葵涌石籬邨女童命案                         | 一名就讀區內麗澤譚肇康紀念學校的女童張偉珍（12歲），在梯間被一名居於同一座大廈7樓的夜班印刷工人趙守禮（19歲）性侵犯，期間發生糾纏，女童遇害後被頭浸水盤當中，意圖製造成溺斃假象。 - 石籬邨第1座已拆卸重建為石排街公園。                                                   |
| 1985年5月19日  | 上水石湖墟新村南段4號林園命案              | 錢銀轇轕，老翁歐志森（60歳）以斧頭將繼母鍾楚燕（63歳）砍殺。 |
| 1985年5月20日  | 秀茂坪邨23座13樓倫常命案                   | 51歲父親與26歲兒子因噪音問題發生爭執，混亂間父親被鐵枝打傷頭部，傷重不治。 |
| 1985年5月30日  | 鴨脷洲邨利澤樓26樓命案                     | 男童譚灃軒（2歲半）於走廊踏三輪車玩耍期間，突遭從社署黃竹坑惠福道兒童中心啟智學校走失而失常之姓趙弱智女童（9歳）抱起，並拋擲落樓當場肝腦塗地慘死。 |
| 1985年6月1日   | 旺角渡船街319號順興大廈8樓B座劫殺案        | 獨居男戶主莫景堯（53歳）遭劫殺，被人用電線勒死於牀上。 |
| 1985年6月6日   | 尖沙咀加連威老道華暉大廈18樓D室命案        | 洋人歡場女租客Patricia Bewley（29歲）被殺，家居被縱火。 |
| 1985年6月11日  | 屯門大興邨興昌樓1145室命案                 | 婦人黃王海萍（41歳）因為欠下賭債因而被人殺害。 |
| 1985年6月11日  | 柴灣康民街新力工業大廈4樓A座織造廠劫殺案   | 永大織造廠看更李新（73歲）被匪徒殺害。 |
| 1985年6月14日  | 油麻地德興街寶來大廈貴族賓館謀殺案         | 歡場女子陳美蓮（25歲）與男子黃文昌（22歲）於貴族賓館開房後被割喉殺害，全身赤裸伏屍床上。 |
| 1985年6月15日  | 愉景灣高球會男童遭誤擊事故                 | 男童袁安平（13歲）被一名日本籍高爾夫球手（37歲）來球擊中太陽穴，繼續步行前往球洞時，袁突然不支倒地昏迷在草地上，同行眾人見狀即着高球會致電報警，最後將他由直升機送往伊利沙伯醫院進行急救，延至當日下午約4時50分不治。                                                     |
| 1985年6月23日  | 銀礦灣命案                                 | 男子梁宏光（19歲，搬運工人）偕同友人到銀礦灣露營，期間與另一批露營人士發生衝突，遭人活活毆斃。 |
| 1985年7月1日   | 油塘中心第5座4樓G室命案                    | 兇手李瑞齡（32歲）因借不遂，將女子周淑瓊（32歲）勒死。 |
| 1985年7月7日   | 九龍灣啟業邨啟祥樓母女墮樓案               | 肺病婦人梁美嫻（39歲）與弱智女兒孫美儀（13歲）在啟祥樓10樓墮下死亡。 |
| 1985年7月19日  | 藍田邨第12座命案                           | 一名男子縊掉3歲兒子，意圖毒害自己5歲女兒。 |
| 1985年7月23日  | 屯門山景邨女童命案                         | 婦人古綺芬（34歲）因年幼女兒不做功課，用腳踢破其胰臟死亡。 |
| 1985年7月23日  | 尖沙咀漆咸道41號桌球室命案                 | 數名男子持利器闖入「328桌球室」生事，死者李國威（30歲）試圖制止被斬死。 - 兇案現場已重建為鐵路大廈 |
| 1985年8月2日   | 沙田新城市廣場槍擊案                       | 探員陳敏強（30歲）與五名友人在新城市廣場一酒廊飲酒後乘車離去時，被友人奪去佩槍把玩，同車男子劉漢華（27歲）頭部中槍身亡 。 |
| 1985年8月4日   | 屯門奕園臨屋區第24座命案                   | 男子溫新祥（45歲，乾貨小販）與鄰居發生口角，混亂中被人以生果刀捅死。 |
| 1985年8月5日   | 油麻地佐敦道鴻運大廈7樓E座命案             | 兇手古樹生（53歲）指死者劉永利（70歲）取去其一支香煙，雙方發生衝突，兇手用雨傘將對方刺斃。 |
| 1985年8月7日   | 屯門美樂花園10座10樓E座倫常命案            | 警長黃錦榮之妻麥玉芬（31歲）自縛與兩名女兒黃寶儀（6歲）及黃詠斯（4歲）墮樓身亡。 |
| 1985年8月8日   | 灣仔天樂里6-16號恆安大廈18樓A座情殺案      | 已婚舞小姐套房租客梁佩璇（26歲）被男友譚國雄（35歲）用三角銼插死。 |
| 1985年8月13日  | 尖沙咀加連威老道華暉大廈金飾工場劫殺案     | 華暉大廈5樓C座金飾工場東主文錦池（36歲）被人以鐵枝插穿胸部慘死。 |
| 1985年8月21日  | 啟德難民營命案                             | 造成一死一傷。 |
| 1985年8月31日  | 旺角亞皆老街10-12號後巷命案                | 麵檔東主李奕舫（41歲）因欠債被三人斬傷，延至9月3日傷重不治。 - 兇案現場已重建為朗豪坊 |
| 1985年9月20日  | 柴灣環翠道大坑東村桃色命案                 | 男子方連基（42歲）指妻子張惠敏（35歲）與他人有染將之斬死。 |
| 1985年9月22日  | 錦田錦上路元莊村錦岡花園A座2樓謀殺案       | 忠信錶行劫案劫匪王偉明遭同黨曾衍能（25歲）槍殺及放火燒屍。 |
| 1985年9月29日  | 屯門新墟青桃徑3號安麗大廈11樓E座命案       | 兇手李雪芳（20歲）遭前男友劉成龍（26歲，運輸工人）強姦，事後趁對方熟睡時將其亂刀斬死。 |
| 1985年10月6日  | 灣仔莊士敦道斬人案                         | 男子張志基（38歲）在龍門大酒樓擺完生日酒宴後，在酒樓門口遭兇徒亂刀斬死。 |
| 1985年10月12日 | 橫頭磡邨20座斬人案                         | 六名男子宵夜其間被多人追斬，一死五傷。 |
| 1985年10月17日 | 荃灣芙蓉山竹林禪院劫殺案                   | 竹林禪院廣透法師（63歲）遭劫殺。 |
| 1985年10月18日 | 九龍塘對衡道18號洋房劫殺案                 | 女傭錢金鳳（80歲）被殺，手腳被綁。數日後兇手錢育良（22歲，護衛員）被捕，兇手是死者的同鄉，從大陸來港約5年。 |
| 1985年10月30日 | 又一村玫瑰街小學宿舍劫殺案                 | 死者梁玉珍（60歲）手腳被反綁，衣衫不整伏屍宿舍內，價值$2,600金飾被劫去。 |
| 1985年10月31日 | 太古城美菊閣25樓C室母子跳樓案              | 精神病婦人關媛麗（40歲）抱兒子盧志聯（10歲）跳樓亡。 |
| 1985年11月2日  | 油塘邨第3座巴士站命案                      | 少年李榮超（19歲）被人「點錯相」，遭人圍襲致死。 |
| 1985年11月9日  | 葵涌大連排道葵安工廠大廈3樓命案            | 死者桑榮發（23歲）遭四名持械兇徒襲擊，延至翌日傷重不治。 |
| 1985年11月13日 | 灣仔謝斐道339號別墅命案                    | 女子鄭妙芹（44歲）在別墅1705號房內被勒死，一名澳洲籍黑人水手沙維治（19歲）被扣留調查。鄭妙芹是灣仔駱克道一間無上裝酒吧的吧女。 - 兇案地點現址為新銀集團中心 |
| 1985年11月16日 | 觀塘順天邨命案                             | 兩名青年遇襲，一死一傷。 |
| 1985年11月23日 | 荃灣大屋街麻雀館命案                       | 十多名幫派成員襲擊麻雀館，一名麻雀館員工被殺，7人傷。 |
| 1985年11月26日 | 元朗崇正新村141號灶底藏屍案                | 案發於元朗大棠路崇正新村一石屋，髮型師葉汝倫（36歲）因賭博欠下老闆夫婦鄭球發（69歲）及陳月英（58歲）八萬元，於是將花生糖混安眠藥供二人進食後行兇殺死二人，藏屍崇正新村石屋灶底。翌年6月27日，葉汝倫謀殺罪成，依例判處死刑。                                               |
| 1985年11月27日 | 觀塘工廠大廈廠房情殺案                     | 男子林木興（23歲）懷疑女友李少卿（19歲）變心，將女友帶到自己工作的觀塘工廠大廈第2座的五金廠房勒死，然後到翠屏道邨第9座翠楠樓9樓走廊跳下自殺身亡。 |
| 1985年12月12日 | 油麻地炮台街29-31號別墅情殺案              | 死者陸樂福（32歲）與女子龔華（39歲）在「錦屏別墅」開房期間被淋潑鏹水，延至12月18日傷重不治。 - 兇案地點現址為圓玄學院大廈 |
| 1985年12月19日 | 深水埗基隆街375號基發樓9樓縱火案           | 兩人被燒死 (戶主妻子:鄺秀瓊(32歲)及租客:葉貴發(50餘歲) ---- 兩人受傷 (男戶主:陳照魁(34歲) 及 租客:黃遠明(60歲)) |
| 1985年12月23日 | 荃灣城門道大橋上村倫常命案                 | 兇手周啟光（20歲）揮鐵鎚擊斃半癱父親周福如（65歲）及智障胞弟周文光（16歲）。 |

## 1986年
| 案發日期       | 案件                                            | 簡介 |
| -------------- | ----------------------------------------------- | --- |
| 1986年1月3日   | 旺角通菜街威達商業大廈3樓桌球室命案             | 男子譚鏡宗（39歲）在「金威桌球室」被亂刀斬死。 |
| 1986年1月7日   | 慈雲山邨43座570室劫殺案                         | 老婦鄭九（76歲）被扑頭劫殺。 |
| 1986年1月18日  | 沙田中心商場3樓15號鋪金行劫殺案                 | 鄭志成金行遭3名匪徒持槍行劫，金行職員梁國民（45歲）被槍殺。 |
| 1986年1月19日  | 筲箕灣東大街髮型屋命案                          | 案發於筲箕灣東大街177-182號東豪大廈1樓蒙妮妲髮廊，一對在上址經營髮型屋的夫婦死亡，懷疑有絕症髮型師梁志標（29歲）在髮型屋勒死妻子冼美芬（25歲），之後再到大廈天台跳樓自殺。                                                                         |
| 1986年2月1日   | 跑馬地樂景台1號二樓劫殺案                       | 女戶主陳碧雲（50歲）被勒斃，屋內有搜掠痕跡。 |
| 1986年2月20日  | 葵涌荔景邨樂景樓1024室殺妻案                    | 死者曾文娟（38歲）與丈夫胡炳如（49歲）爭執，被丈夫以利剪刺斃。 |
| 1986年2月22日  | 旺角廣東道997號梯間劫殺案                       | 大牌檔東主胡澄（55歲）遭劫匪割頸殺害。 |
| 1986年3月20日  | 藍田邨第7座殺女案                               | 婦人潘潔心（29歲）不堪弱智女兒余金萍（12歲）受苦，向女兒餵食安眠藥，再用石油氣將其焗死。 |
| 1986年3月21日  | 九龍塘金巴倫道37號洋房雙屍案                    | 精神病退休中學教師兼士多東主梁漢輝（63歲）斬死妻子郭海寶（60歲）後割脈自焚亡。 - 現址已改用為名人時鐘酒店 |
| 1986年4月3日   | 薄扶林碧瑤灣22座4樓倫常命案                     | 婦人曾瑞麗（35歲）受兒子朱德華（3歲）患病困擾，偕同兒子開石油氣自殺。 |
| 1986年4月9日   | 金鐘地鐵站瘋漢推人落路軌案                      | 在日資企業工作的男子黃汝安（30歲），在金鐘站1號月台被神經漢焦德光（27歲）推下月台遭列車撞傷，兩日後死亡。 |
| 1986年4月14日  | 灣仔莊士敦道灣仔商業中心聯誼會仇殺案            | 黑幫仇殺，一死兩傷。 |
| 1986年4月26日  | 大埔海寶花園地盤售樓處命案                      | 八名大漢持刀向排隊購樓人士揮斬，釀成一死三傷。 |
| 1986年4月27日  | 油麻地廟街210號仇殺案                           | 印尼華僑丁保（33歲）遭人圍歐致死。 |
| 1986年4月29日  | 油麻地西貢街會所命案                            | 五名男女在會所與人爭執，離開時遭多人持棍襲擊，一人被毆斃。 |
| 1986年5月9日   | 沙田娛樂城命案                                  | 5月7日，死者黎偉佳（16歲）在沙田娛樂城打桌球期間與人結怨，兩日後遭人伏擊亂刀斬死。 |
| 1986年5月9日   | 何文田愛民邨街市桃色命案                        | 黃興平誤會李德森（30歲）勾引其妻子，在李德森所開設的「周記」豆腐芽菜檔口（昭民樓地下99號攤檔，即現在萬成自助辦館毗鄰之攤檔）前發生爭執，李德森被三角銼刺了26下，失血過多及傷及內臟致死。1986年9月9日，黃興平被陪審團一致裁定謀殺罪成，依例判死刑。 |
| 1986年5月16日  | 旺角彌敦道679-681號瑞華大廈閣樓命案             | 男子鄧東成（26歲）因欠債被刺斃。 - 兇案現場已重建為恒生旺角大廈 |
| 1986年5月22日  | 八鄉打石湖村槍殺案                              | 男子李新連（27歲）頭部中槍死亡，伏屍打石湖村一處斜坡。 |
| 1986年6月15日  | 旺角廣華街54號四樓衣櫃藏屍案                    | 獨居男子劉正賢（41歲，無業），於6月15日被發現被藏屍於旺角廣華街寓所的衣櫃內，相信已死去兩三日。 - 兇案現場已重建為廣發商業中心 |
| 1986年6月22日  | 深水埗基隆街232號情殺案                         | 男子王銘滔（30歲）斬死妻子曾燕嫦（27歲）後，返回牛頭角花園大廈畫眉樓寓所跳樓自殺。 |
| 1986年7月6日   | 牛潭尾南區299號木屋劫殺案                       | 男戶主李亞添（73歲）遭劫殺。 |
| 1986年7月15日  | 中環利源西街12-16號永盛大廈1樓103室理髮店劫殺案 | 海洋女子理髮店女職員余秀瓊（33歲）遭匪徒劫殺，被刺心臟死亡。 |
| 1986年8月4日   | 葵涌油麻磡路168號三樓安老院命案                 | 兩名男院友爭執打鬥，一人遭擊斃。 |
| 1986年8月17日  | 樂富邨宏旭樓15樓姦殺案                          | 女童林素儀（12歲）被姦殺，兇手將全身赤裸女童屍體吊在15樓梯間，一個月後一名同層住客地盤工人在旺角被捕。 |
| 1986年8月26日  | 油麻地彌敦道442A號後巷命案                      | 盜竊案疑犯廖禮活（30歲）遭人殺害。 |
| 1986年8月29日  | 上水圍中心村第一巷15號劫殺案                    | 老婦張木英（78歲）被劫殺，四肢被綑綁伏屍床上。 |
| 1986年8月29日  | 沙田圓洲角臨屋區命案                            | 男子彭小彰（29歲）被五人斬死。 |
| 1986年9月5日   | 深水埗順寧道遊樂場命案                          | 男子陳焯（62歲）在順寧道遊樂場與人爭執，陳頭部受傷，送院兩日後死亡。 |
| 1986年9月5日   | 大嶼山長沙下村渡假屋情殺案                      | 男子林漢榮（21歲）在長沙下村3號的渡假屋內握斃女友郭綺雯（21歲），林服食藥物企圖自殺獲救。 |
| 1986年9月10日  | 旺角西洋菜街康樂中心縱火案                      | 旺角西洋菜街55-57號2樓一間康樂中心遭縱火，釀成三死七傷。 |
| 1986年9月29日  | 石塘咀皇后大道西兆宜大廈3樓11室女屍案           | 電子廠女少東葉少菁（22歲）被殺，全身赤裸伏屍單位內。 |
| 1986年10月1日  | 秀茂坪曉明閣20樓3號室母女雙屍劫殺案             | 婦人陳碧清（52歲）及其幼女姚素媚（12歲），伏屍秀茂坪曉光街26-28號曉明閣住所，身中多刀，疑遭劫殺。盧國權 （23歲）之後被捕，判處死刑。1988年他上訴得直，發還重審，獲無罪釋放。                                                                       |
| 1986年10月17日 | 南丫島榕樹灣大街58號二樓命案                    | 士多東主卓榮（73歲）遭謀財害命。翌年3月30日，兇手梁護文（31歲）誤殺罪成，入獄10年。 |
| 1986年10月18日 | 油麻地佐敦道永盛大廈電梯命案                    | 男子陳友仁（26歲）在永盛大廈電梯被刺斃。 |
| 1986年11月21日 | 長沙灣東京街56號4樓凶殺案                       | 前歡場女子包租婆譚瑞燕（44歲）遭人斬死。 - 現址已被重建為嘉莉閣 |
| 1986年12月4日  | 筲箕灣道273A號2樓縱火案                         | 爭用廚廁起爭執 65歲老翁租客易冰漎火燒死78歲二房東(黃祥)全家(70歲妻子:蘇仔 及27歲兒子: 黃志文)，火警造成3死17傷。 |
| 1986年12月16日 | 油麻地白加士街99號三樓鳳樓劫殺案                | 姓歐兇手（35歲）打劫死者楊淑儀（30餘歲），因恐被認出而殺人滅口，狂斬死者22刀而致命。被判無期徒刑的兇手1998年在監倉上吊自盡。 - 命案大廈已拆卸重建成為柏軒Parkes Residence。                                                                        |

## 1987年
| 案發日期       | 案件                                              | 簡介 |
| -------------- | ------------------------------------------------- | --- |
| 1987年1月2日   | 粉嶺和合石村50C號命案                             | 老婦李妹（84歲）被勒斃。 |
| 1987年1月4日   | 長沙灣青山道329號生泰大廈劫殺案                   | 大牌檔東主余慶瑞（76歲）及其女伙計鍾麗蓉（56歲）一同返回生泰大廈住所時，在大廈梯間被兩名劫匪挾持入屋，並用繩綁起及用毛巾塞口，兩匪在單位內搜掠一番後離去，余翁其後自行鬆綁致電報警，鍾婦因被毛巾塞口過久窒息死亡。 |
| 1987年1月14日  | 北角琉璃街3號向南樓10樓B座雙屍劫殺案              | 夫婦關揚枝（60歲）及陳敏兒（38歲）遭劫殺。 |
| 1987年1月15日  | 九龍塘根德道20號根德小築汽車時鐘別墅命案          | 大富豪夜總會舞小姐孫愛麗（22歲）與兩男子於根德小築時鐘別墅開房遭人勒死。 |
| 1987年1月17日  | 秀茂坪邨23座1145室縱火案                          | 一名行動不便老翁被燒死。 |
| 1987年1月23日  | 莊啟明被殺案                                      | 商人莊啟明（47歲）在美孚新邨停車場遭人毆打，延至26日傷重不治。警方事後拘捕了黃桂芬家族手下楊培鈺，懷疑他買兇殺人。 |
| 1987年1月26日  | 尖沙咀諾士佛臺13-14A號樂福大廈9樓13A室間諜謀殺案  | 涉北韓架案，南韓陪酒女郎金玉芬（36歲）遭人殺死藏屍床底。 |
| 1987年2月6日   | 大圍美林邨美槐樓2108室縱火案                      | 疑犯因報復女友騙財而殺人放火，造成兩死三傷。 |
| 1987年2月11日  | 深水埗九江街臨時淡水魚批發市場命案                | 兩名魚販被人揮刀襲擊，一死一傷。 - 兇案地點現址為寶血會嘉靈學校 |
| 1987年2月13日  | 元朗康樂路仇殺案                                  | 三名男子被刀手襲擊，一死兩傷。 |
| 1987年2月14日  | 鰂魚涌英皇道1026號海景樓4樓D座25號室劫殺案        | 老翁租客黃錦洪（70歲）遭人用枕頭焗死，伏屍單位客廳。 |
| 1987年2月20日  | 馬鞍山果農被殺案                                  | 經常於恆安邨馬鞍山路與恆康街交界擺賣的馬鞍山村村民果農黃龍俊（61歲）被警員截查期間襲警，被警員開槍射殺。 |
| 1987年2月23日  | 香港仔田灣臨屋區命案                              | 案發於田灣臨時房屋區第6座11室門前，患有神經病的陳振昌（32歲）獸性大發，用潛水刀擺平鄰居男童郭耀庭（4歲），其母親亦被殺手威脅要滅口。最後兇手被判入精神病院接受無限期治療。 |
| 1987年3月3日   | 灣仔軒尼詩道482號泰港大廈17樓F室情殺案            | 歡場女分租房租客羅少嬌（30餘歲）被失業厨師男友麥成德（37歲）利刀劏肚死亡，男友其後畏罪用窗繩吊頸亡，屍體發臭而被印籍包租公揭發凶案。 |
| 1987年3月9日   | 九龍灣德福花園S座10樓殺嬰案                       | 警務人員19歲的女兒於政府租作警察員佐級宿舍內單位，將初生男嬰掉落2樓102號室對開的1樓平台死亡。 |
| 1987年3月12日  | 油麻地窩打老道31-39號翠園大樓1期11樓3號室劫殺案   | 老婦唐慕昭（73歲）招租遭劫殺，被勒死於梳化上。 |
| 1987年4月7日   | 葵涌警察宿舍B座510室四屍滅門命案                  | 紅杏出牆妻子李鳳鳴（30歳）誘使姦夫黎新來（25歲）入屋搞定丈夫鄭炳和（37歲），企圖製造追債不成而殺人的假象，不料姦夫食髓知味，最終連鄭炳和、李鳳鳴、女兒鄭婉雯（11歲）和兒子鄭梓杰（5歲）也一併幹掉，鄭氏全家慘遭滅口。黎新來被裁定3項謀殺及1項誤殺罪名成立判處死刑。1990年獲特赦改囚終身。 - 部分住客表示，曾見到4名死者冤魂在走廊飄浮，令人不寒而慄，葵涌警察宿舍已重建為公屋葵翠邨。 |
| 1987年4月10日  | 觀塘（翠屏道）邨大牌檔命案                        | 一名男子被斬死。 |
| 1987年4月20日  | 北角明園西街30號五樓雙屍案                        | 男戶主高賢能（27歲）斬殺女友徐蘊宜（25歲）後剖腹自盡。 - 案發現場已重建為曉峯 |
| 1987年5月6日   | 尖沙咀廣東道桃色命案                              | 男子黃金（19歲）遭女友之前度男友與同夥圍毆致死。 |
| 1987年5月23日  | 葵涌打磚坪村桃色命案                              | 女子林芬（32歲，懷孕七月）被人殺害，兇手將死者運往城門道山邊放火焚屍。 |
| 1987年6月2日   | 粉嶺美景新邨第10C座3樓5號室情殺案                 | 少婦陳麗梨（24歲）與前男友藕斷絲連搞婚外情鬧離婚，遭丈夫羅振祥（34歲）勒死，羅伴屍十日後報警自首。 |
| 1987年6月5日   | 深水埗西洋菜北街新豪大廈三屍命案                  | 案發於西洋菜北街271-281號新豪大廈9樓B座，戶主馮韶明（27歲）、妻子王庚娣（24歲）及大舅王潤金（34歲）的屍體於6月5日被發現，相信已死去超過一星期。事後兩名男子被控謀殺。 |
| 1987年6月22日  | 上環荷李活道201號太榮樓7樓B座劫殺案               | 打金工場少東租客鄭志坤（24歲）遭劫殺陳屍廚房屍發臭。 |
| 1987年7月13日  | 西營盤西尾道女童遭勒死案                          | 女童詹晉茹（9歲）在12日晚上七時單獨前往買雪條後失蹤，直至翌日（13日）早上被清潔工發現伏屍在西尾道，死因是被繩勒斃。 |
| 1987年7月15日  | 維多利亞公園停車場命案                            | 商人何鴻燊頭馬鍾華田（52歲）在維多利亞公園興發街露天停車場被刀手伏擊身亡。澳門娛樂公司懸紅一百萬元緝兇。 - 鍾華田為香港股評人周顯的大姑丈 |
| 1987年7月17日  | 荃灣中心南京樓29樓B室命案                         | 兇手吳素貞（23歲）橫刀奪愛，聽從情夫馮樹本（34歲）安排，揮刀亂斬情夫妻子梁綽燕（29歲）60多刀致死。 |
| 1987年7月17日  | 元朗水車館街命案                                  | 少年劉景良（15歲）被人用斧頭柄擊斃。 |
| 1987年7月23日  | 尖沙咀彌敦道開槍案                                | 探員在彌敦道追截可疑車輛時開槍擊斃一名男子。 |
| 1987年8月4日   | 銅鑼灣皇龍道槍殺案                                | 商人黃鐵豪（39歲）駕車離開金龍閣住所時被人槍殺。 |
| 1987年8月5日   | 葵涌石籬邨16座空地命案                            | 死者李耀池（29歲）在石籬邨16座空地乘涼時被人以利刀貫心死亡。 |
| 1987年8月12日  | 魔鬼山兇殺案                                      | 三名兇徒殺人，死者身中二十多刀。 |
| 1987年8月12日  | 尖沙咀金馬倫道命案                                | 死者胡文進（28歲）與人爭執被毆斃。 |
| 1987年8月13日  | 葵涌葵芳邨第6座1503室瘋漢殺母案                   | 自1958年已患有精神分裂症的兇手唐子明（51歲）因認定其母胡月琼（81歲）故意把痛楚傳遞給他，並燙傷其手部，於凌晨4時把她喚醒，並要把她帶到警署「投案」。其母不從，兇手遂獸性大發，狠狠地弒掉母親。事主被發現時面部、頸部及背部均中刀，幾乎身首異處，毫無生命跡象。及後，兇手於同年年尾被判誤殺罪成，依例判處一輩子入住小欖精神病治療中心（等同於無期徒刑且不得假釋）。 |
| 1987年8月19日  | 屯門山景邨景安樓2406室殺妻案                      | 戶主何新維（37歲）砍傷一名女社工後，再與妻子連雁雯（30歲）反鎖屋內9小時，警員入屋後發現連雁雯被插過百刀，當場身亡。及後，何氏被判誤殺罪成，入獄7年。 - 案發20年後，兇手於2007年4月29日因不滿鄰居狗隻滋擾，於馬鞍山恆安邨寓所以利刀追斬鄰居，最後再被判入獄3年3個月。 |
| 1987年8月22日  | 鯽魚涌海康街21號多寶樓7樓21室倫常命案             | 會計師蔡遠照（37歲）落藥迷暈邪教鬧離婚的妻子梁瑞珠（31歲）及兒子蔡白煕（11歲）後將其焗死，其再於客廳吊頸亡。 |
| 1987年9月2日   | 青衣長康邨康豐樓母女墮樓案                        | 婦人伍美珍（39歲）抱住女兒譚伊婷（11歲）從康豐樓35樓跳下身亡。 |
| 1987年9月6日   | 大圍徑口路劫殺案                                  | 的士司機林瑞漢（38歲）被劫殺，伏屍在其的士300米之外。 |
| 1987年9月12日  | 土瓜灣道243-245號金門酒樓命案                     | 五名男子在金門酒樓內被人揮刀襲擊，一死四傷。 |
| 1987年9月25日  | 西營盤皇后大道西378號利剪殺妻案                   | 男戶主盧家強（26歲）用利剪插死紅杏出牆的妻子許娟毅（27歲）。 |
| 1987年9月25日  | 石硤尾白田邨第15座415室殺嬰案                     | 婦人譚玉蓮（24歲）將兒子羅卓文（4個月大）拋擲落街致死。 |
| 1987年9月27日  | 太古城彩天閣25樓B室謀殺案                         | 上海籍女業主方慧靜（31歲）遭人用鐵線勒死。 |
| 1987年10月17日 | 洪水橋丹桂村命案                                  | 斯里蘭卡裔男子馬亞利（37歲）接電話赴約會一去無蹤，之後屍體被人棄於洪水橋丹桂村169號對開小路。 |
| 1987年10月17日 | 元朗上攸田村281號命案                             | 案發於元朗上攸田村一間住有多名單身漢的石屋，兩住客發生口角，男子吳主順（40歲，地盤工人）被梁×龍（27歲）以利剪穿心刀殺死。 |
| 1987年10月26日 | 牛池灣彩雲邨彩龍酒樓命案                          | 六名兇徒殺入彩雲邨彩龍酒樓大打出手，茶客黃志豪（26歲）被活活砍死。 |
| 1987年11月8日  | 大帽山探員被殺案                                  | 反黑探員陳桂全（30歲）被槍殺。 |
| 1987年11月9日  | 葵涌石籬邨第8座1218室瘋漢殺母案                   | 患有精神分裂症、且失業多年的兇手吳雲石（50歲），於家中疑因爭執而刺向其不良於行的母親馬女（73歲）後腦兩刀。事主因腦幹嚴重受創而當場斃命，至同日下午才被其13歲男孫（即兇手兒子）發現。及後，兇手於毗鄰的第9座對出被捕。 |
| 1987年11月17日 | 龍鼓灘雙屍案                                      | 前警員的士司機黃世偉（32歲）在屯門鄉事會路一問酒樓附近接到兩少女劉慧美（17歲）及何雅賢（15歲），黃見兩少女吸毒後神志模糊，色心頓起，將車駛到小坑村道將何雅賢強姦，完畢後再強姦另一人，詎料兩人已清醒過來，大叫救命奮力反抗，兇手拿起放在車頭的利剪刺殺兩人，棄屍屯門礦山村臨屋區地盤一處山邊，將剪刀及其中一名死者傳呼機拋下屯門北面一個水塘，再將的士駛往龍鼓灘清洗血迹，怎料乾沙吸了水後，車輪卻被沙粒啜緊，兩名駕駛電單車例行巡邏的警員感到事有可疑，將黃世偉帶返警署，黃招供後被控謀殺。黃世偉1988年8月被判死刑，後改判終身監禁。 - 改編作品：香港電台實況劇《鐵窗邊緣：給死者的信》。 |
| 1987年11月17日 | 南丫島榕樹灣大街50號劫殺案                        | 地盤工人羅任（70歲）遭竊匪周遠年（20歲）箍頸勒死。翌年4月18日，周遠年誤殺罪成，入獄9年。 |
| 1987年11月23日 | 美孚新邨百老匯街95C號保齡球場劫殺案               | 「AMF保齡球場」夜班經理阮慶昌（57歲）遭劫殺，夾萬內3萬多元現金被掠去。 |
| 1987年11月30日 | 沙田城門河嬰屍案                                  | 女嬰郭佩君（3個月大）浮屍城門河，驗屍後發現其頭骨有裂痕，列為兇殺案。 |
| 1987年12月1日  | 灣仔道155號文安樓B座9樓B4室疑似凶殺案             | 醫生李X文（37歲）報警，聲稱其妻子劉素蘭（35歲）於廚房以領呔吊頸亡，但警方發現有疑點，將李醫生被幪頭帶走，其子亦帶署協助調查。 |
| 1987年12月17日 | 荃灣綠楊新邨殺嬰案                                | 一名菲律賓女傭在僱主單位誕下男嬰，男嬰事後被發現在女傭之房間內斃命。 |
| 1987年12月17日 | 元朗青山公路68-76號榮光大廈10樓中電員工宿舍謀殺案 | 男童葉俊民（3歲）遭人裝進尼龍袋，由10樓掉落2樓平台死亡。 |

## 1988年
| 案發日期       | 案件                                                 | 簡介 |
| -------------- | ---------------------------------------------------- | --- |
| 1988年1月1日   | 紅磡差館里29號六樓殺妻案                             | 婦人季翠萍（50歲）遭丈夫以鐵鎚擊斃。 |
| 1988年1月5日   | 赤柱聖士提反灣攜子跳海案                             | 男子張偉泰（39歲）攜同兒子張博文（5歲）跳海，兒子死亡父親獲救。 |
| 1988年1月7日   | 香港仔石排灣邨第5座9樓殺子案                         | 男戶主黃永強（29歲）以枕頭焗死體弱多病兒子黃健恆（3歲）。 |
| 1988年1月9日   | 黃大仙下邨龍樂樓13樓劫殺案                           | 一對母子遭兇徒脅持入屋，兇徒反綁26歲女事主企圖強姦，並在屋內進行搜掠，兇徒又用索帶套入女事主之2歲兒子頸部，令其窒息死亡。 |
| 1988年1月17日  | 屯門建明街4號利通工業大廈3樓1號室塑膠廠劫殺案        | 德隆制品廠東主彭進文（63歲）遭劫殺，屍身發臭，估計死去三日。 |
| 1988年1月21日  | 大角咀鐵樹街富多來新邨富新樓4樓E室殺妻案             | 失業漢蔡和（38歲）勒死紅杏出牆妻子陳海燕（35歲）。6月20日，蔡和誤殺罪成，入獄5年。 |
| 1988年2月4日   | 油蔴地佐敦道37U號保文大廈2樓金龍夜總會江湖仇殺案     | 黑幫仇殺，一死六傷。 |
| 1988年2月14日  | 牛潭尾豬油廠劫殺案                                   | 豬油廠東主洪正山（42歲）遭劫殺。 |
| 1988年2月15日  | 太古城彩天閣13樓C室謀殺案                            | 獨行劫匪劫色不遂，遷怒日籍坐月少婦，將其吳姓初生女兒從厨房拋落樓慘死。 |
| 1988年2月16日  | 灣仔春園街8號六樓港九撘棚同業工會命案                | 錢銀爭執，死者何漢（65歲）遭男子陳平（71歲）用鐵錘打頭死亡。7月26日，陳平誤殺罪成，入獄3年半。 |
| 1988年2月16日  | 啟德難民營打鬥案                                     | 多名越南難民因賭錢問題起爭執，造成一死一傷。 |
| 1988年2月16日  | 元朗合益路81號安景樓2樓劫殺案                        | 鳳姐梁淑文（20歲）被前男友陸錫順（24歲）等三人劫殺，6日後業主上門收租揭發命案。 |
| 1988年2月22日  | 鰂魚涌康怡花園烹夫案                                 | 案發於康怡花園D座3樓312室。馬潔芝自稱在康怡花園寓所用鐵錘殺死丈夫傅棠，再肢解及煮熟屍體，並棄置於西灣河垃圾站，成為全港首宗找不到屍體肢解案，馬潔芝被裁定誤殺罪成，進入精神病院接受一世治療。然而，兇手最後在1995年獲釋。 - 改編作品：電影《烹夫》，電視電影《香港奇案烹夫》。                                 |
| 1988年2月25日  | 黃竹坑邨嬰屍案                                       | 一具連有臍帶的初生女嬰屍體，遭人以毛巾包裹放膠袋內，棄於第4與第5座間之垃圾桶傍。 |
| 1988年2月27日  | 大角咀博文街1號富貴大廈西座3樓330室桃色命案          | 兇手黃甲（54歲）捉姦在牀，將姦夫老翁馬偉源（61歲）亂刀斬死，其陽具亦被割去。8月4日，黃甲誤殺及傷人罪成，入獄4年。 |
| 1988年2月27日  | 無頭女浮屍案                                         | 指壓女郎羅雪碧（28歲）在山東街18號廣榮樓被殺，屍體分成三袋，頭、四肢皆被切斷，棄置渡船街油麻地避風塘，屍體3月2日浮到青衣島以西海面。 - 渡船街油麻地避風塘1990年代已填海。 |
| 1988年3月3日   | 元朗鳳琴街命案                                       | 男子蔡偉林（23歲）與友人到鳳琴街一餐廳用膳，期間與鄰桌食客爭執，離開餐廳時被多人襲擊，蔡中刀受傷，翌日不治。 |
| 1988年3月14日  | 荃灣大河道公園命案                                   | 一名青年與人結怨遭多人圍毆重傷，12日後傷重不治。 |
| 1988年3月18日  | 柴灣安業臨屋區第5座劫殺案                            | 少女方彩金（19歲）遭褲頭帶勒斃，其手袋內1000元現金被掠去。 |
| 1988年3月21日  | 啟德協調道打鬥命案                                   | 客貨車司機何志強（43歲）駕車途經協調道，期間因爭路問題，與一護衛公司車輛上兩人發生衝突，何被毆重傷，延至3月30日不治。 |
| 1988年3月25日  | 香港仔避風塘浮屍案                                   | 男子潘偉慈（20歲）被人斬死，浮屍香港仔避風塘。 |
| 1988年3月27日  | 元朗安寧路156號紫荊樓第2期機舖劫殺案                 | 「88飛龍遊戲機中心」東主何競華（32歲）遭劫殺，被斬12刀死亡。 |
| 1988年4月9日   | 深水埗巴域街67號金安大廈機舖命案                     | 三名少年在遊戲機中心耍樂，其中一人被指「望人」而齊遭木棍襲擊，一傷者延至16日不治。 |
| 1988年4月16日  | 旺角彌敦道610號景福珠寶金行械劫案                    | 四名持槍匪徒行劫景福珠寶鐘錶行，逃走時與警方爆發槍戰，劫匪吳錦順（33歲）死亡。 |
| 1988年4月19日  | 上水天平邨天怡樓1610室倫常命案                       | 貧病交迫失業男戶主梁滿（34歲）受家庭問題困擾，抱住一對年幼子女跳樓自殺。 |
| 1988年4月21日  | 紅磡蕪湖街裕新大廈9樓J座虐殺案                       | 婦人顧X英（30歲）將女兒曹志敏（2歲）虐打致死。 |
| 1988年4月22日  | 元朗安老院院友被毆斃案                               | 案發於元朗近青山公路一安老院，患有精神病的院友曹福勤（65歲）狂性大發，用木棍毆斃另一名院友林茂（64歲），而職員陳恩坤及陳元朗在制止時亦被毆傷。 |
| 1988年4月30日  | 芝麻灣難民營桃色命案                                 | 一名20歲越南男子撞破女友與他人發生性行為，一怒之下將其殺害。 |
| 1988年4月30日  | 葵涌大窩口邨富安樓地盤劫殺案                         | 地盤工人莫錦棠（38歲）遭劫匪擊傷頭部，延至5月6日傷重不治。 |
| 1988年5月4日   | 青衣邨宜偉樓地盤劫殺案                               | 地盤工人溫年發（35歲）遭劫匪襲擊受傷，延至5月9日傷重不治。 |
| 1988年5月6日   | 黃大仙東頭邨地盤劫殺案                               | 油漆工人姚炳柱（33歲）遭賊匪擊穿頭部死亡。 |
| 1988年5月6日   | 打鼓嶺水流坑村劫殺案                                 | 一名52歲男子遭劫殺，喉嚨插有剪刀。 |
| 1988年5月11日  | 赤柱聖士提反書院附屬小學校工命案                     | 校工謝智仁（64歲）被人扑頭殺害，綁屍沉於化糞池內。案件懸而未破。 |
| 1988年5月12日  | 慈雲山慈樂邨樂天樓謀殺案                             | 案發於慈雲山慈樂邨第17座樂天樓，道友林樹達（25歲）被殺。經銷白粉的鄧偉強（22歲）、廖景輝（27歲）、謝瑞廣（37歲）、黃建隆（24歲）被控謀殺。廖景輝罪成被判死刑。 |
| 1988年5月16日  | 長沙灣福榮街548號聯邦閣11樓B座聯邦酒樓員工宿舍凶殺案 | 聯邦酒樓點心師傅陳鐵祥（42歲）被同事王X華（29歲）打死。 |
| 1988年5月18日  | 牛頭角安德道襲擊案                                   | 一名25歲男子遭圍襲致死。 |
| 1988年5月28日  | 葵涌醉酒灣女屍案                                     | 六名工人在葵裕街清理渠道淤塞物時發現多塊女性骸骨。 |
| 1988年6月1日   | 銅鑼灣怡和街1號香港大廈4樓J室失常醉漢斬殺案          | 事發於當日晚上，兇手李發（38歲）於酒醉後，在香港大廈的寓所內與素有結怨的室友廖某爭執，繼而把他斬死；其後，兇手再斬傷兩名鄰居，最後被其他鄰居制伏。同年12月，李發被判無限期醫院令（即終身監禁且不得假釋）。 |
| 1988年6月9日   | 鑽石山大觀路石屋殺子案                               | 男子魏輝平（25歲）受家庭問題困擾，將兒子魏俊業（23日大）拋擲床上洩憤，魏翌日起床發現兒子昏迷將其送院，男嬰9日後不治。 |
| 1988年6月11日  | 旺角洗衣街偉基樓新百樂舞廳命案                       | 任職舞女大班的男子袁慶雲（30歲）到洗衣街91號偉基樓3樓新百樂舞廳找一名舞小姐商談金錢問題，之後袁被三名男子持刀斬傷並拖上車，棄屍屯門踏石角龍門路對開的沙灘，身上刀傷纍纍，面部被劃花。 |
| 1988年6月19日  | 灣仔男童被毆斃案                                     | 男童伍偉忠（3歲）在李節街4號一單位被男子張展強（27歲）及其妻子余美芳（34歲）毒打至重傷後，遭棄於灣仔活道休憩花園，而兇手事後潛逃內地。事主其後被途人發現，但送院後仍告傷重不治。至同月29日，當兇手從廣州返港時，在大角咀管制站被警方拘捕，隨即被押返案發現場進行調查。                                         |
| 1988年6月23日  | 柴灣興民邨民澤樓兄妹死傷案                           | 黑社會「福義興」成員馮錦強在民澤樓3114室虐殺老大李錦源兩名子女，男童李樹良（14歲）被拖行到樓梯間石油氣罐砸在頭顱上慘死，身上傷勢多不勝數，女童李潔卿（12歲）身中7刀重傷。1989年8月23日馮錦強被陪審團一致裁定謀殺罪成，依例判處死刑（後改囚終身）。                                                             |
| 1988年7月2日   | 旺角道7-9號威特商業大廈別墅縱火案                    | 威特商業大廈7樓兩間別墅遭人縱火，三名男子吸入濃煙不適送院，其中一人延至7月14日不治。 |
| 1988年7月3日   | 筲箕灣東大街景輝大廈姦殺案                           | 女學生邱紫筠（19歲）參加謝師宴後回家途中，被居於景輝大廈14樓的工廠工人郭志和（22歲）姦殺，並被人由景輝大廈25樓高處拋落電梯槽底慘死。 |
| 1988年7月5日   | 荃灣石圍角邨石翠樓25樓命案                           | 電子零件貿易公司東主陳國強（43歲）離家上班時遇襲，在石翠樓25樓走廊被人斬死。 |
| 1988年7月7日   | 元朗橫洲楊屋村41號命案                               | 女子楊彩鳳（30歲）身中多刀伏屍單位。 |
| 1988年7月7日   | 旺角砵蘭街公園失業狂漢殺子案                         | 男嬰許兆強（18月大）被其患有精神分裂症的父親許木金（38歲）倒吊及猛力丟到地上，三日後傷重不治。及後，許木金於同年12月被判一輩子「醫院令」（等同於無期徒刑且不得假釋）。 |
| 1988年8月6日   | 上水營盤村的士司機劫殺案                             | 夜間的士司機黃樹華（25歲）被發現喉嚨割破，倒於所駕駛的士座位上。 |
| 1988年8月11日  | 屯門兆康苑兆樂閣7樓命案                              | 老婦陳俏嫻（69歲）與媳婦因事爭執，遭人推倒地上死亡。 |
| 1988年8月12日  | 深水埗黃竹街54號二樓命案                             | 兩名男子服食迷幻藥後爭執，一人被斬死。 - 案發現場已重建為曉柏峰 |
| 1988年8月30日  | 元朗又新街滿利大廈7樓A室命案                         | 離婚女戶主司徒妙嬋（35歲）遭男友扼頸亡，倒臥客廳梳化屍身發臭。 |
| 1988年9月18日  | 油麻地炮台街8號後巷嬰屍案                            | 一名被膠袋包裹的初生男嬰，被人從大廈高處拋下死亡。 |
| 1988年9月24日  | 深水埗越南難民營命案                                 | 兩名難民遭十多人持鐵枝圍毆，一死一傷。 |
| 1988年10月13日 | 旺角白布街2-24號藝興大廈3樓1號室仇殺案               | 地盤判頭租客葉榮宗（43歲）遭尋仇，被割喉斬面殺害。 |
| 1988年10月13日 | 土瓜灣九龍城道66A號4樓倫常命案                       | 一名婦人勒死智障兒子後上吊自殺。 - 案發現場已重建為瑧尚 |
| 1988年10月18日 | 啟德機場停車場命案                                   | 日本籍男子小林俊博（31歲）遭人斬死。 |
| 1988年10月21日 | 油麻地瘋漢殺人案                                     | 犯有兩次傷人罪案底的神經病兇手劉炳方（42歲）在彌敦道近眾坊街交界，因認定正在過路的事主戴偉聲（33歲）曾多次抨擊他，故狂性大發並把事主斬至重傷，送院不久後因失血過多不治，但由事主攜同前往診所覆診的母親則沒有受傷。翌年，被告誤殺罪名成立，依例判處一輩子羈留於小欖精神病治療中心（等同於無期徒刑且不得假釋）。 |
| 1988年10月22日 | 大埔泰亨村劫殺案                                     | 大埔泰亨村永和園41地段一間五金貿易公司遭四名匪徒闖入行劫，公司主管石國輝（31歲）被匪徒開槍擊中身亡。 |
| 1988年10月23日 | 沙田新城市廣場溜冰場命案                             | 一名越南青年中伏喪生。 |
| 1988年10月24日 | 油麻地彌敦道318號金舖械劫案                          | 五名持槍匪徒行「愛運佳珠寶金行」，逃走時與警方爆發槍戰，一匪頭腰中兩槍不治，另一匪亦中槍受傷。 |
| 1988年11月10日 | 大角咀洋松街102-104號命案                            | 一名男子遇襲受傷，留醫三日後不治。 - 案發現場已重建為德讚中心 |
| 1988年11月26日 | 葵涌大窩口邨第18座命案                               | 老翁李祥（66歲）與鄰居爭執後，遭人以鐵鎚擊斃。 |
| 1988年12月4日  | 元朗潭尾軍營第31座爆炸案                             | 潭尾軍營第31座一張桌子被人安裝手榴彈，兩名軍官移動桌子時引起爆炸，一死一重傷。 |
| 1988年12月6日  | 筲箕灣明華大廈便利店襲擊案                           | 兩名男子被九名男子圍毆襲擊，一名男子被燒烤叉插頭殺死，一名男子重傷。1989年9月11日，四名青年認誤殺罪，判囚三至三年半。 |
| 1988年12月14日 | 中環士丹頓街27號三樓弒父案                           | 兇手文偉強（26歲）在家偷竊被撞破，將父親文世（57歲）割喉殺害。 |
| 1988年12月15日 | 屯門安定邨定龍樓14樓床櫃藏屍案                       | 女子黃淑莊（34歲）遭人殺害藏屍床櫃內，其丈夫林永樂（34歲）被發現在元朗福慶村一礦場水潭遇溺。 |
| 1988年12月16日 | 觀塘月華街45號多喜大廈12樓C座命案                    | 離婚起爭執，女子吳雪香（23歲）被丈夫曾昭雄勒死，倒斃單位睡房內，雙腿被綑綁。 |
| 1988年12月16日 | 中環擺花街11號2樓明耀行打金工場劫殺案                | 明耀行打金工場姓麥東主（60餘歲）發現留宿工場雜工楊豪基（70歲）被劫殺，頭部受傷不治。 |
| 1988年12月17日 | 尖沙咀美麗華酒店地庫酒廊命案                         | 五名大漢闖入「新麗晶餐廳酒廊」大開殺戒，一死四傷。 |
| 1988年12月19日 | 大角咀杉樹街1-3號酒樓開槍案                          | 探員在「寶華酒樓」發現三名目標人物，正欲採取行動時疑人欲先發制人圖拔槍向探員轟射，但探員搶先向疑人開火，其中一人身中五槍死亡，另外兩人受傷被制服。 |

## 1989年
| 案發日期         | 案件                                     | 簡介 |
| ---------------- | ---------------------------------------- | --- |
| 1989年1月7日     | 上水臨屋區命案                           | 死者張偉（15歲）揭穿兇手林建生（18歲）偷窺女子沐浴，被兇手以利刀刺頸死亡。7月20日，林建生誤殺罪成，入獄5年。 |
| 1989年1月10日    | 元朗山廈村331號凶殺案                    | 產田地爭執，老婦黃好（79歲）被人斬死，頭部幾乎被斬断。 |
| 1989年1月30日    | 牛頭角上邨11座17樓碎屍案                 | 中五女學生何佩華（16歲）放學回家途中，被同邨一名陌生男子馬安（58歲）藉求代為填寫表格，引入兇手居住的單位內殺害。兩天後，兇手烹屍後將部份已被肢解的軀體分別用數個白色垃圾膠袋棄置垃圾房。棄屍過程令居住相同樓層的一名休班警員途經時起疑，最後案件被揭發。兇手並無精神病記錄，在警方偵查時聲稱死者貌似令他非常恨透的一名女兒。經法庭審訊，陪審團一致裁定謀殺罪名成立，法官依例判處死刑 ，1991年改判終身。 - 原牛頭角上邨已於1998年拆卸，重建後是現時牛頭角上邨第一期的常滿樓和常悅樓位置。                                                                                               |
| 1989年1月31日    | 油麻地京士柏公園劫殺案                   | 休班輔警葉國德（23歲）與女友李X雲（19歲）於京士柏公園談心時遇劫，輔警表露身份反抗後，遭劫匪以刀狂刺，兇刀貫胸直刺心臟。 |
| 1989年1月31日    | 何文田邨第6座11樓縱火案                  | 兇手胡應強（26歲）逃避7,900元撞車賠償，找同夥沈思傑（29歲）購買汽油，到死者李青雄（37歲，的士司機）住所門外縱火，死者受傷送院，延至3月15日傷重不治。翌年2月27日，胡應強與沈思傑被裁定誤殺及縱火罪成，各判囚12年。 |
| 1989年2月2日     | 石硤尾邨18座505室命案                    | 死者譚崇（59歲）與同屋住客廖生（68歲）因電費問題爭執，譚以摺櫈及菜刀向廖施襲，反被廖奪刀斬死。8月23日，廖生誤殺罪成，入獄1年。 |
| 1989年2月3日     | 元朗鳳翔路停車場命案                     | 運輸公司東主葉潤生（37歲）身中多刀伏屍車內。 - 案發現場已重建為建輝大廈 |
| 1989年2月6日     | 大角咀通州街123號天台木屋命案            | 男子康志明（24歲）在通州街123號天台木屋內，以菜刀殺害同居女友林玉英（17歲）後燒屍，然後畏罪跳樓致傷殘。 - 案發現場已重建為國貿中心 |
| 1989年3月6日     | 北角英皇道明苑中心22樓C室雙屍案          | 一個國際販毒集團的成員涉嫌侵吞千萬港元，因此被殺，並連累女友，成員屍體被藏在衣櫃裡，女友身穿紅色透明睡袍伏屍床上，兩人四肢都被電線捆綁，頸部還纏著電線，死去多日後被發現。主犯逃亡12年後在澳門一家娛樂場所落網，移交給香港警方。 |
| 1989年3月8日     | 華富邨華明樓1110室男屍案                 | 男子陳復興（36歲）身中多刀倒斃寓所。 |
| 1989年3月21日    | 深水埗大埔道32-36道成都大廈3樓A室命案    | 偷渡婦人何X珍（32歲）斬死齊人之福丈夫劉平輝（28歲）的情婦朱福茹（32歲）。 |
| 1989年4月2日     | 葵涌警署大樓開槍案                       | 輔警女高級督察黃麗霞（41歲）在葵涌警署大樓16樓會議室因編更問題與疑與輔警警長黃志強（43歲）發生爭執，黃麗霞於電梯被連轟三槍後殉職，其後輔警警長再吞槍自盡。 |
| 1989年4月5日     | 油麻地官涌街10號五樓雙屍案               | 衛詠生與舞小姐張銹雯（18歲，藝名「雯雯」）同居，而「雯雯」與前男友盧國鈞（43歲）同居時，曾被盧拍下一輯祼照。據悉，衛後來曾多次試圖為女友向盧國鈞索回照片，但均告失敗。最後衛帶同男子伍偉強和于慶一，前往盧位於官涌街的住所強搶照片，懷疑發生爭執間盧國鈞被害，而當日剛巧到訪的舞小姐梁彩娟亦慘遭遇害。衛詠生和伍偉強被裁定謀殺罪成，于慶一則脫罪。衛被判終身監禁，伍尚未成年，故須「等候英女皇發落」。兩人在服刑期間不斷提出上訴，案件在1993年重審。重審期間，一名本來指證伍偉強的證人在庭上「失憶」，而另一關鍵證人「雯雯」則離奇失蹤。由於控方無法舉證，衛及伍最終被裁定無罪，當庭釋放。 |
| 1989年4月22日    | 土瓜灣美光街安昌大廈男童命案             | 寄居在一名女子家中的男童陳明威（5歲）被殺死數天後，由女子的同居男友投案才被揭發。 |
| 1989年4月22日    | 屯門虎地難民營打鬥命案                   | 兩名屬於深水埗難民營的難民青年，往虎地營探望女友，引起該營難民不滿發生爭執，及後有人發現三名傷者倒伏營內，其中一人送院後不治。 |
| 1989年5月6日-8日 | 沙田作壆坑新村空姐溶屍案                 | 任職國泰航空的高級空姐黄紫君（28歲），於1989年5月6日接獲電話離開住所後失去聯絡，5月8日起，沙田作壆坑新村33號一間丁屋傳出惡臭，警方調查時在3樓發現浴室內有一巨型鐵箱，打開後赫然發現被鹽酸嚴重腐蝕的女性殘肢。1990年黃大衞及女友余慕玲被裁定謀殺罪成，上訴時余獨攬所有罪責，被裁定誤殺入獄7年，黃只保留妨礙死者合法下葬一罪。 - 服刑期間，黃與經常到監獄探望她的女義工「莎莉」互生情愫，兩人在1992年於赤柱監獄結婚，1998年離婚。 - 改編作品：電影《溶屍奇案》、《郎心如鐵》。 |
| 1989年5月15日    | 荃灣綠楊新邨A座22樓倫常命案              | 男戶主曾廣乾（45歲）將妻子鄧文清（33歲）及兒子曾興邦（3歲）勒死後潛逃往新加坡，9日後返港自首。 |
| 1989年5月17日    | 屯門奕園臨屋區仇殺案                     | 死者鄭光榮（31歲）與四名街坊「鋤大弟」期間，被十多人持刀棍襲擊，鄭身中多刀重傷不治。 |
| 1989年5月19日    | 鰂魚涌康山花園仇殺案                     | 死者黃志軍（21歲）行經康山花園外被三人揮刀襲擊，身中多刀重傷不治。 |
| 1989年5月23日    | 九龍城龍崗道15號五樓縱火案               | 男子林勳國（45歲）被殺，翌日被縱火毀屍滅跡。林勳國的沙煲兄弟顏忠賢（44歲）於1995年自首坦白認罪。 - 案發現場已重建為御崗軒 |
| 1989年5月23日    | 錦田城門新村仇殺案                       | 兩名男子行經城門新村一公廁門外，被十多人持刀棍襲擊，一死一傷。 |
| 1989年5月24日    | 牛頭角下邨第8座命案                      | 男子黃X豪（27歲）手腳被綑綁，腹部中刀倒斃床上。 |
| 1989年5月29日    | 深水埗越南難民營命案                     | 一名越南難民被斬死。 |
| 1989年6月1日     | 九龍城福佬村道19號瑞興錶行劫案           | 兩賊佯裝顧客持槍企圖打劫，兩店東發現後高呼打劫，嚇退兩賊後尾隨追出，其中一名店東遭開槍擊中頭部，送院搶救後證實不治。 |
| 1989年6月3日     | 葵涌邨28座空地打鬥命案                   | 兩名青年深宵在28座對開玩遙控車，因聲浪過大被住戶指罵，其後有多名大漢持利器衝出向兩人襲擊，兩青年一死一傷。 |
| 1989年6月10日    | 西環卑路乍街四屍滅門案                   | 一妻二夫引發滅門禍，四人被康海棠（54歲）以鐵鎚擊殺慘死。案發地點位於卑路乍街26號5樓香港置地員工宿舍，死者包括：在置地任職保安的男戶主謝元方（55歲）、妻楊惠儀（42歲）、長子謝偉文（20歲）和次女謝霍冰（14歳）。8歲幼子不知所終。康海棠1989年9月20日被捕，審訊後四項謀殺罪全部成立，被囚終身。 - 案發地點現已改建為綠意居。 |
| 1989年6月13日    | 深水埗越南難民營命案                     | 兩名越南人發生爭執。陳頌廣（30歲）被阮文合（26歲）幹掉。翌年3月14日，阮文合謀殺罪成被判處死刑。 |
| 1989年6月21日    | 長洲東堤小築雙屍命案                     | 失婚女子張慕玲（35歲）身穿紅色唐裝衫褲、腳踏紅色繡花鞋，先殺死自己的兒子，再於東堤小築15號C座一樓渡假屋單位內上吊自盡。 |
| 1989年6月22日    | 張三古被殺案                             | 黎鴻偉（16歲）與朋友在筲箕灣道夜店消夜時因「互覷」與另一幫青年發生爭執打鬥，黎鴻偉一方不敵敗走。黎鴻偉回家取刀後折返報復，將其中一名男子張三古（17歲）狂斬九刀致死。其後在律師陪同下自首，同年被判謀殺罪成。由於案發時黎鴻偉未成年，2002年他被判囚23年。2004年黎鴻偉與與探監的女義工在獄中訂婚。 |
| 1989年6月24日    | 荃灣老圍上角山地藏王廟命案               | 兇手呂政（45歲）在廟內吸毒被撞破，將廟祝翁球（82歲）打至重傷，翁送院兩日後不治。 |
| 1989年7月2日     | 大埔大元邨泰榮樓13樓逆子亂刀弒父案       | 中文大學畢業、於聖公會蔡功譜中學任教的教師黃玉麟（29歲）與父親黃夫（58歲）因家事爭執，父親受傷，鄰居破門入屋制止，黃玉麟以「口渴」為借口入廚房，突然取出一柄十吋長的生果刀，先向已受傷俯伏在地的父親背部猛插多刀，再將父親翻正，狂刺其頸及胸部，亂刀將父親活活刺死。 |
| 1989年7月3日     | 荃灣青山公路415號四樓雙屍案              | 房東李生大（80歲）及妻子李彩琴（70歲）頭頸中刀身亡。 |
| 1989年7月3日     | 上環德輔道中開槍案                       | 一名珠寶店女東主在文華里被劫去60萬元珠寶，劫匪逃至德輔道中時被探員開兩槍擊斃。 |
| 1989年7月3日     | 屯門望后石男屍案                         | 兇手楊龍輝（25歲）將債主趙建發（26歲）勒死後，將死者運往望后石海邊，綁上石塊沉屍大海。 |
| 1989年7月7日     | 紅磡馬頭圍道新福閣酒樓縱火案             | 紅磡馬頭圍道87號新福閣酒樓被縱火，導致6死14傷。 - 案發大廈現時已拆卸重建為紅磡VIVA。 |
| 1989年7月16日    | 屯門大興邨興盛樓2003室瘋婦殺子案         | 男童顏泉浩（5歲）被失常母親亂刀刺死。 |
| 1989年7月17日    | 油麻地南京街1N號南京大樓4樓D座命案       | 貴利佬租客何松超（45歲）性侵債仔女友及迫其下海還債，遭債仔黃智威（19歲）揮斬26刀奪命。 |
| 1989年7月20日    | 屯門山景邨命案                           | 少年邱志偉（17歲）被十多人亂棍打死。 |
| 1989年7月21日    | 沙頭角順隆街錦興樓士多命案               | 女子劉月英（53歲）倒斃順隆街錦興樓地下一間士多內。 |
| 1989年7月22日    | 半山堅尼地台命案                         | 一名澳洲籍青年受到性侵犯後，將一名美國籍商人殺害。 |
| 1989年8月6日     | 葵涌和宜合道誼發大廈A座瘋婦殺夫案        | 男戶主李沛（56歲）被患精神病妻子揮刀斬死。 |
| 1989年8月18日    | 啟德難民營命案                           | 一名越南男子被斬死。 |
| 1989年8月19日    | 美孚新邨百老匯街40號15樓B室碎屍案        | 一間著名建築公司的日本籍已婚副總工程師瀨倉義人（49歲），殺死在娛樂場工作的韓國籍情婦崔善茹（35歲），然後用菜刀將其屍體斬成8塊，殘肢分別藏在6個行李袋及行李篋中。兇手事後致電向友人坦告殺人事件，友人駕車前往查看，發現事主呆坐客廳，廳上有6個滿是血迹的行李袋及行李篋。 |
| 1989年8月23日    | 將軍澳翠林邨秀林樓殺繼女案               | 案發於將軍澳翠林邨秀林樓7X5室，持雙程證來港的福建女子冷X華（30歲）把繼女蔡惠玲（5歲）從7樓扔下。 |
| 1989年8月27日    | 香港仔大道景惠花園第2座19樓E室瘋漢殺妻案 | 小學教師譚志雄（38歲）疑因精神病發，而殺害妻子曾麗文（29歲）。次年，兇手被判誤殺罪成立，需於小欖精神病治療中心監禁3年。此案亦是自1982年以後，少數沒有判處終身監禁且不得假釋（即「無限期醫院令」）的同類案件。 |
| 1989年8月31日    | 西貢龍蝦灣五花大綁命案                   | 酒樓工人雷育才（25歲）遭人誘騙到龍蝦灣，遭連環毒打20分鐘，更被人用尼龍繩反綁、以塑膠袋封頭，然後生葬在一個沙洞中，導致窒息死亡。 |
| 1989年9月2日     | 石崗船民中心打鬥命案                     | 石崗船民中心於24小時內先後發生三宗集體打鬥事件，造成1死14傷。 |
| 1989年9月6日     | 荃灣配水庫山坡男屍案                     | 9月6日在荃灣配水庫旁山坡草叢發現男屍，死去不足一年。該山坡由光板田村直入至村尾。一名黑道人物被殺，案件懸而未破。 |
| 1989年9月10日    | 西沙路開槍案                             | 交通警員李志偉（26歲）向一輛懷疑非法賽車開槍，打中司機黃銘熾（21歲）頸部，司機送院七日後不治。 |
| 1989年9月25日    | 鴨脷洲利東邨瘋漢燒死室友案               | 居住於利東邨東興樓2231B室「劏房」單位的老翁李勝其（64歲），與素有積怨的室友林錦泉（78歲）因小事而互相口角，及後李氏突然將火水爐棉芯拋向事主並點火，導致事主被燒至重傷，送院後不治。次年，兇手被判誤殺罪成立，判處無限期醫院令（即終身監禁且不得假釋）。 |
| 1989年9月26日    | 沙頭角中英街6號夾萬藏屍案                | 益群金行店東蕭鋼強（25歲）失蹤三天後，被現藏屍於舖後六呎高的巨型夾萬中，60萬元金飾被掠走。兩名兇手陳志華及霍廣津謀殺和行劫罪成立，依例判囚終身。另一兇手蘇海波則誤殺及行劫罪成，判囚15年。 |
| 1989年10月23日   | 屯門福亨村爆炸及詐騙案                   | 加拿大華僑陳世傑（40歲）和妻子麥惠娥（40歲）在屯門藍地福亨村修理汽車時發生爆炸，麥惠娥困在車內被炸至粉身碎骨。事後警方拘捕在陳世傑。麥惠娥由加拿大回港前買了十萬加元旅遊意外保險，在海陸空交通工具內遇上意外都可得到賠償，因此警方相信被告為侵吞保險金才會下毒手。陪審團一致裁定被告謀殺罪名成立，判處終身監禁。 |
| 1989年10月25日   | 電視台編劇姦殺案                         | 無綫電視女編劇黃美玉（25歲）下班坐公司的員工巴士（城巴）到彩虹地鐵站附近，再由平定道步行返瓊山苑寓所，懷疑途中被人挾持至鄰近山坡姦殺。案發位置十分遍辟，要走約200級石級，再經僻靜的山路才到達。當年無綫電視和警方懸紅15萬緝兇。案件懸而未破。 |
| 1989年11月5日    | 大欖郊野公園命案                         | 有夫之婦麥蓮興（36歲）與有婦之夫馮基（45歲）因為同在沙田馬場工作而認識並相戀。馮基稱麥蓮興逼他拋棄妻子與她同居，兩人在公園內為此事發生爭執。馮用雙手把她扼死，脫下死者的衣服後用上衣勒死者的頸部，又除下她的胸圍，塞進死者口內，棄屍草叢。1990年8月10日，馮基沒有上台自辯。陪審團一致裁定馮基謀殺罪名不成立，但一致裁定誤殺罪成。考慮到被告是良好的丈夫及父等各方面求情因，輕判入獄7年。 |
| 1989年11月17日   | 筲箕灣道開槍案                           | 警員在筲箕灣道追截可疑車輛時，開三槍將車上男子擊斃。 |
| 1989年11月17日   | 土瓜灣新山道行人天橋命案                 | 兇手姚連榮（40歲）與死者張明（59歲）發生爭執，糾纏間死者被拋落橋下死亡。 |
| 1989年11月19日   | 屯門青海圍2號萬寶大廈6樓B室謀殺案        | 歡場女子業主廖小柳（24歲）遭人用枕頭焗死伏屍床上 。 |
| 1989年11月21日   | 上水新豐路東亞銀行械劫案                 | 兩名悍匪持槍行劫新豐路56號東亞銀行，巴基斯坦籍銀行護衛Nisar Ahmed（27歲）遭開槍擊斃。 |
| 1989年11月23日   | 城門水塘命案                             | 電器商人鍾漢熙（或作鍾漢禧，27歲）被發現伏屍於沙田下城門道，被斬20多刀，身懷3萬元現款。1991年4月25日，無業男子梁家輝（23歲）謀殺罪成，被判死刑。 |
| 1989年11月23日   | 牛頭角淘大花園O座抱女跳樓案              | 婦人伍美愛（30歲）受女兒陳子青（2歲）患病困擾，抱住女兒從大廈天台跳樓身亡。 |
| 1989年11月28日   | 筲箕灣南康街2號都富大廈11樓縱火案        | 華興海產貿易公司舍宿大門鐵閘被人鎖上鐵鏈縱火，兩職員徐永坤（37歲）及蘇馮蘭（35歲）被燒死。 |
| 1989年12月8日    | 大棠南坑排村焦屍案                       | 大棠南坑排村一採泥區發現男焦屍，屍體有多處傷痕。 |
| 1989年12月21日   | 油塘邨第23座302室雙屍案                  | 男子鄭志培（29歲）勒死女友崔艷彬（23歲）後割脈自殺。 |
| 1989年12月28日   | 石崗船民中心打鬥命案                     | 船民打鬥，一死七傷。 |
| 1989年12月29日   | 尖沙咀赫德道命案                         | 死者林雄瑜（43歲）與表弟途經漆咸道與赫德道交界時，因爭路問題，與一私家車上之六人爭執，死者被打傷，其後不治。 |

## 外部連結
- 香港舊報紙（页面存档备份，存于） - 數碼館藏 - 多媒體資訊系統 香港公共圖書館